# Armée saxonne
L'armée saxonne est celle du duché de Saxe, devenu en 1356 l'Électorat de Saxe, dans le cadre du Saint-Empire. Du XVIe au début du XIXe siècle, elle prend part aux guerres de princes allemands contre les tentatives hégémoniques de la monarchie de Habsbourg, de la France, de la Suède et de la Prusse. Elle participe aux guerres de la Révolution et de l'Empire. En 1806, lors de la dissolution du Saint-Empire, l'Électorat devient le royaume de Saxe, membre de la confédération du Rhin puis, en 1815, de la confédération germanique. L'armée saxonne prend part à la guerre austro-prussienne de 1866 puis à la guerre franco-allemande de 1870-1871 après laquelle elle est intégrée à l'armée impériale allemande tout en conservant des institutions militaires distinctes.

## L'armée saxonne dans le Saint-Empire (jusqu'en 1806)

### De l'armée féodale à l'armée de métier

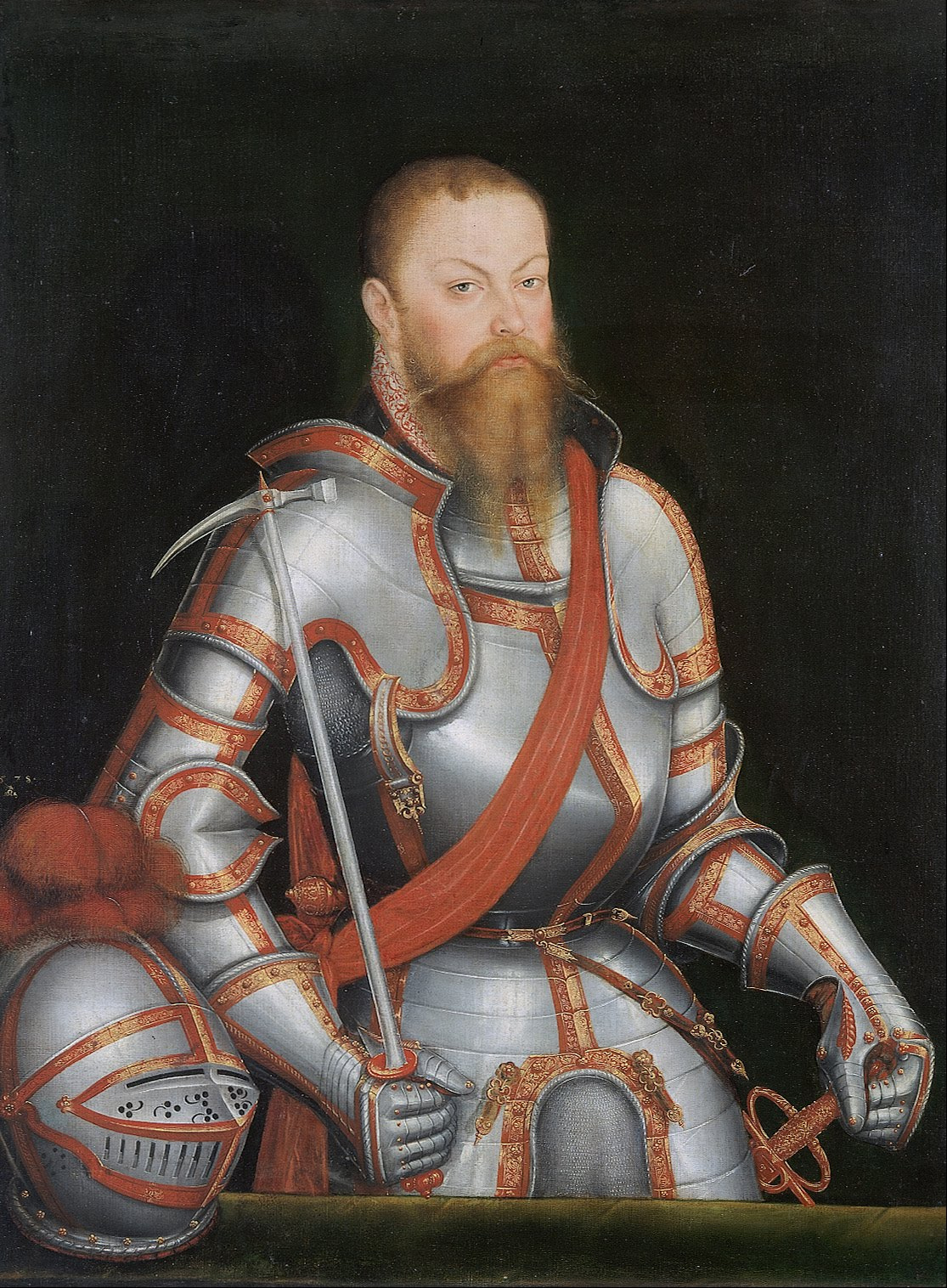
Maurice de Saxe par Lucas Cranach le Jeune, 1578.

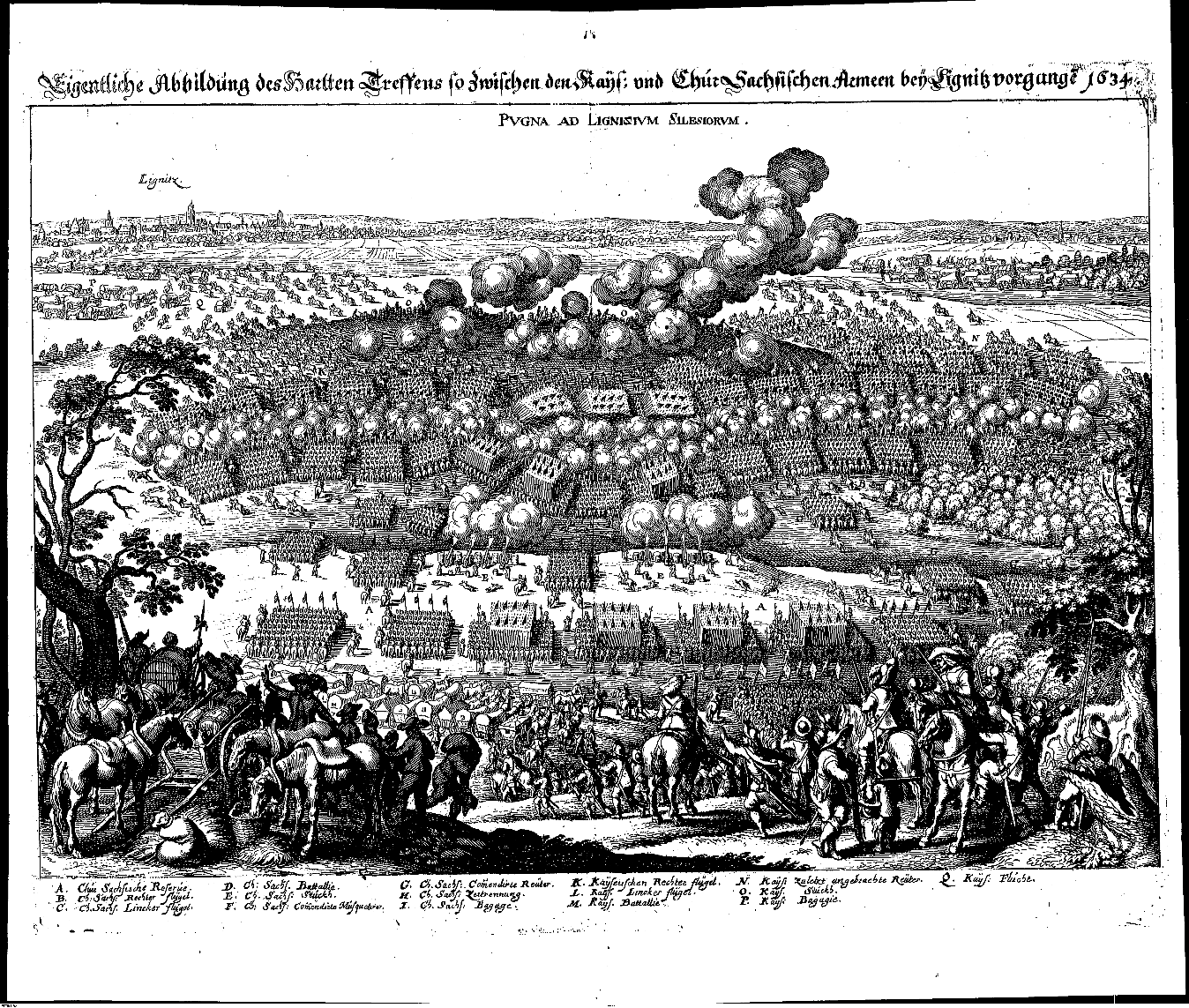
Bataille de Liegnitz en 1634.

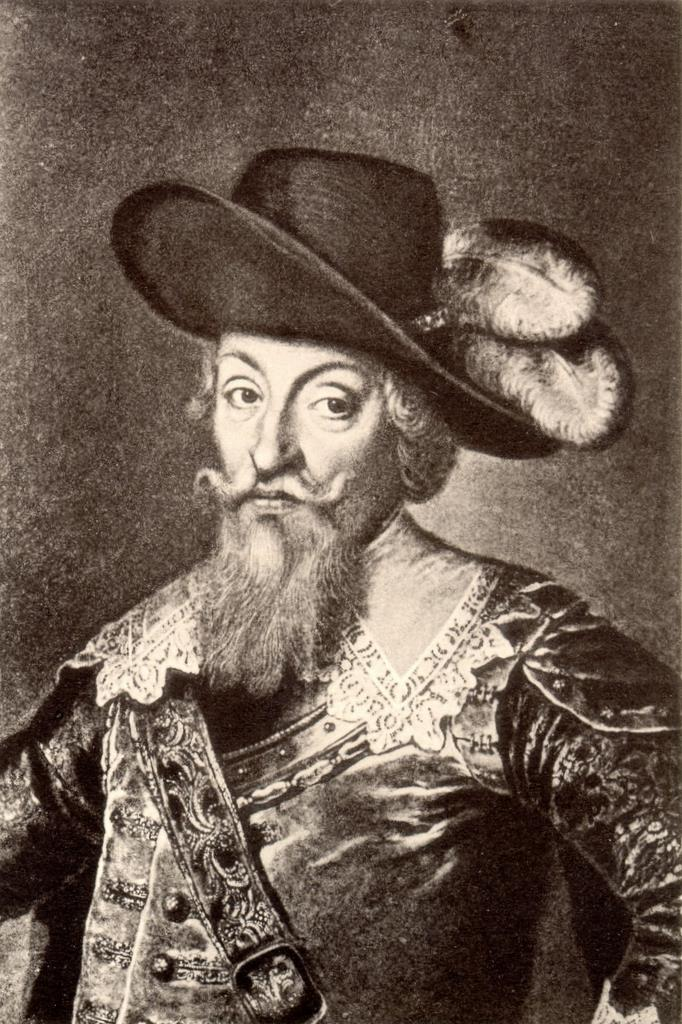
Hans Georg von Arnim, général de la Suède, de la Pologne, de la Saxe et du Saint-Empire.

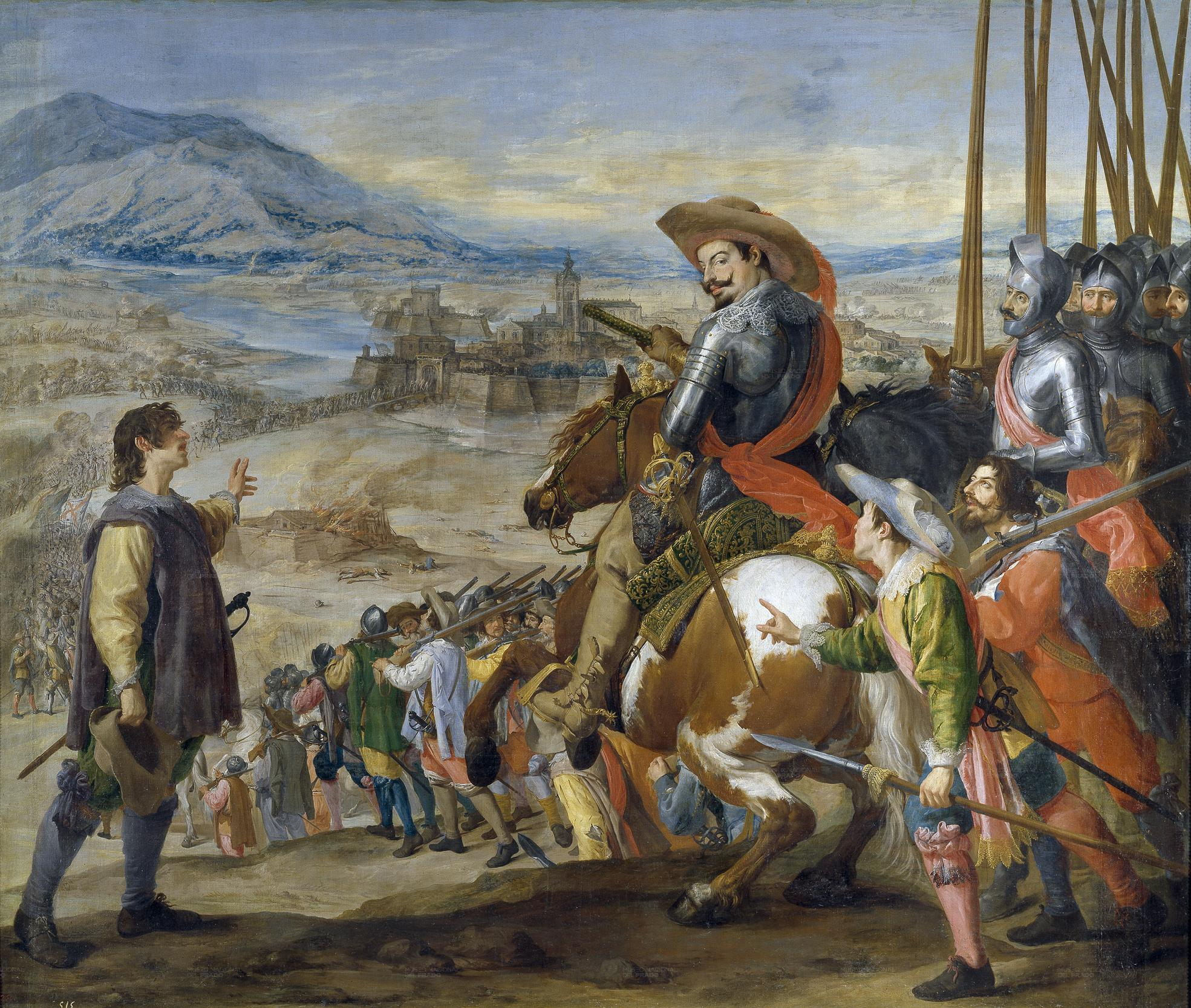
L'armée espagnole du duc de Feria marchant contre Brisach défendue par Bernard de Saxe-Weimar en 1638. Toile de (1601–1652).

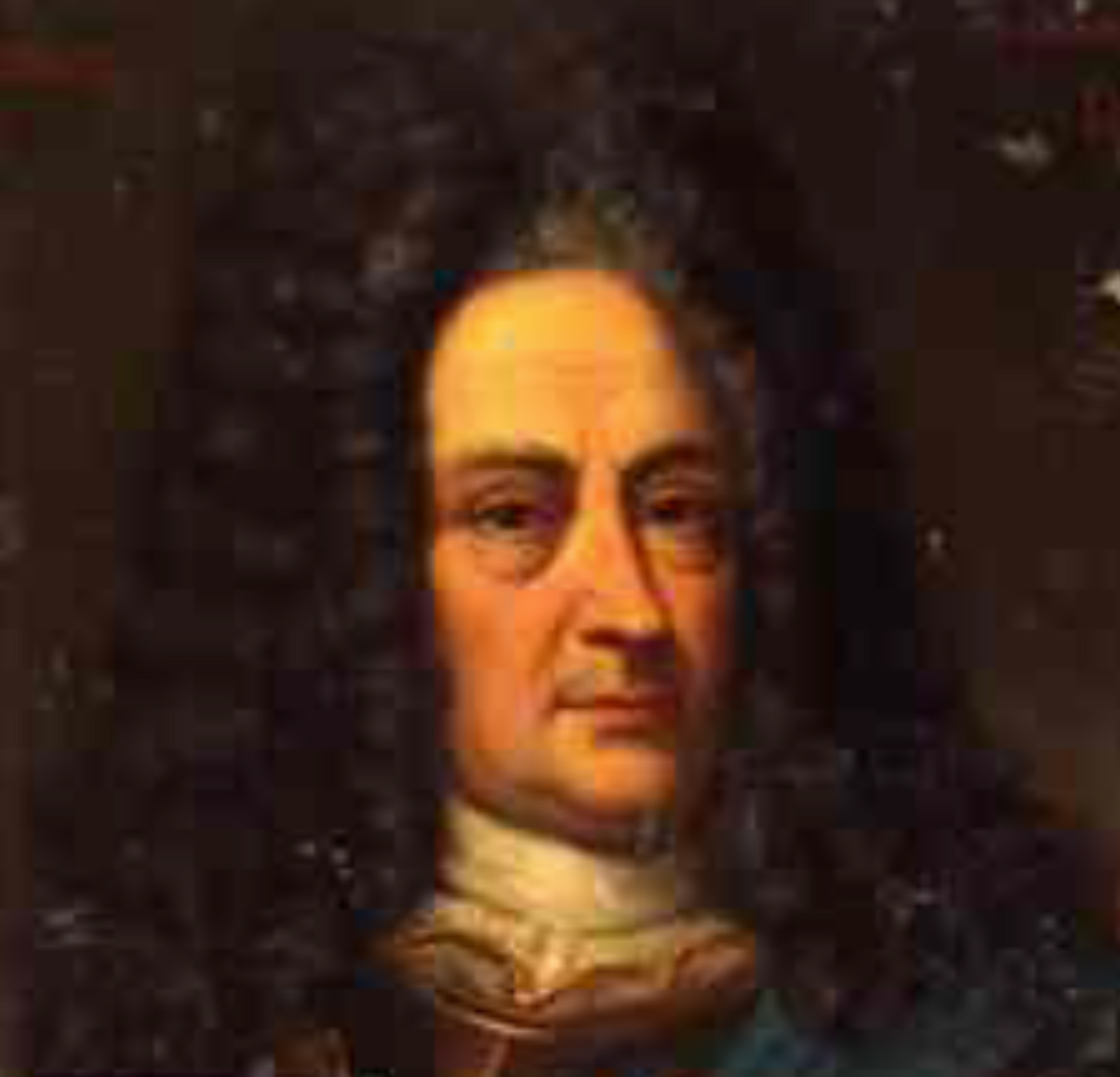
Heino Heinrich von Flemming, chef du contingent saxon à la bataille de Vienne.

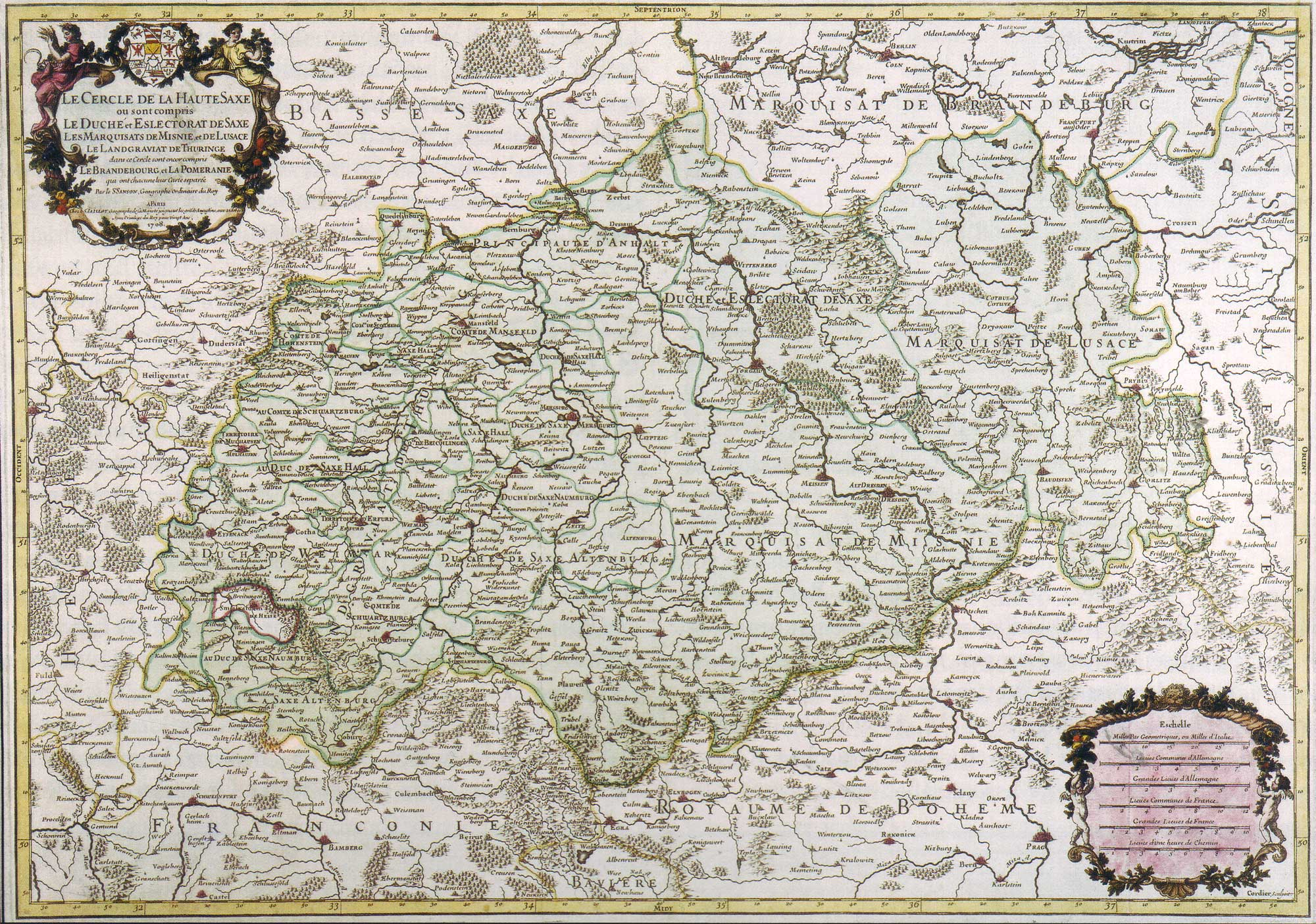
L’Électorat de Saxe en 1708.

L'armée saxonne est une des plus importantes armées princières du Saint-Empire romain germanique. En 1456, elle constitue la force principale de la croisade contre les Hussites de Bohême mais subit une lourde défaite à la bataille d'Ústí nad Labem (Aussig sur l'Elbe). C'est alors une armée féodale formée de vassaux servant à leurs frais et peu professionnalisée. Albert III de Saxe, duc de 1464 à 1500, est le premier à entretenir des troupes soldées.
En 1512, l'empereur Maximilien rattache la Saxe au Cercle de Haute-Saxe qui comprend aussi le Brandebourg et la Poméranie, un des 10 Cercles impériaux, circonscriptions destinées au financement et au recrutement de l'armée du Saint-Empire.
Au XVIe siècle, l'électeur Frédéric de Saxe se convertit au luthéranisme et prend la tête de la ligue de Smalkalde contre l'empereur Charles Quint, champion du catholicisme. Les princes protestants sont battus à la bataille de Muehlberg (1547) : Frédéric est alors dépouillé de son titre d'électeur qui est attribué à son cousin Maurice de Saxe, lequel combattait du côté des Impériaux. Maurice ne tarde pas à rompre avec l’empereur et à se mettre à la tête des protestants. Il renforce les défenses de ses grandes villes, Dresde, Leipzig et Pirna, et y établit des garnisons permanentes. Maurice de Saxe tente d'imposer son autorité au margrave Albert de Brandebourg, l'autre chef des protestants : il remporte sur les Brandebourgeois la bataille de Sievershausen (1553) mais, mortellement blessé, meurt deux jours plus tard. Après sa mort, la Saxe et les autres États protestants obtiennent un compromis favorable lors de la Paix d'Augsbourg (1555).
En 1566, une guerre oppose l'électeur Auguste de Saxe, fils de Maurice, soutenu par l'empereur et la Diète, à Jean-Frédéric II de Saxe, fils de Frédéric, qui tente de lui reprendre l'électorat. Jean-Frédéric, vaincu, finit sa vie en captivité.
Pendant la guerre de Trente Ans, les troupes du Cercle de Haute-Saxe, commandées par Wolfgang von Mansfeld (de), servent dans l'armée impériale et participent au siège de Bautzen (1620). L'électeur Jean-Georges de Saxe, d'abord allié de l'empereur, se retourne contre lui après l'édit de Restitution de 1629 et l'irruption de l'armée suédoise de Gustave II Adolphe en 1631. L'armée saxonne, commandée par Hans Georg von Arnim, est alors une des plus puissantes d’Allemagne. Elle compte 52 229 hommes dont 19 756 cuirassiers, 1 808 dragons, 30 416 fantassins et 250 artilleurs. Gustave-Adolphe bat les troupes impériales de Tilly à la bataille de Breitenfeld (1631) et les oblige à abandonner la Saxe bien que les troupes saxonnes aient été mises en déroute par les Impériaux pendant cette bataille. Gustave-Adolphe est tué à la bataille de Lützen (1632) et c'est un général saxon, Bernard de Saxe-Weimar, qui prend le commandement de l'armée suédo-allemande. Mais il est battu par les Impériaux à la bataille de Nördlingen (1634) et se brouille avec les Suédois.
Bernard de Weimar passe alors au service du cardinal de Richelieu qui l'envoie ravager la Franche-Comté puis l'Alsace. Weimar tente de se tailler une principauté personnelle en Alsace mais meurt en 1639. Une partie de sa cavalerie passe au service de la France et devient le 1er régiment de cuirassiers.
Les Saxons, commandés par Hans Georg von Arnim, remportent sur les Impériaux la bataille de Liegnitz (1634) (de) (Legnica). L'électeur de Saxe passe alors de nouveau dans le camp de l’empereur : les troupes saxonnes et impériales sont battues par les Suédois à la seconde bataille de Breitenfeld (ou bataille de Leipzig, 1642).
Les traités de Westphalie sont favorables à la Saxe qui y gagne la Lusace et obtient, comme les autres principautés allemandes, le droit de lever des troupes sans le consentement de l'empereur ou de la Diète d'Empire. Mais, ruinée par le conflit, elle n'en profite guère : en 1651, les troupes soldées par le prince électeur se réduisent à 121 cavaliers, 1 452 fantassins et 143 artilleurs. L'électeur Jean-Georges II de Saxe, en 1660, forme une compagnie de cavalerie croate (de) et une de Garde suisse.
La Saxe est de nouveau alliée de l'empereur lors de la guerre de Hollande (1673-1678), puis pendant la grande guerre turque (1683-1699) où elle envoie un contingent de 11 000 hommes, commandés par Heino Heinrich von Flemming, lors de la bataille de Vienne, et enfin pendant la guerre de la Ligue d’Augsbourg (1687-1697). Elle fournit plusieurs régiments mercenaires à la solde de l'empereur, de la république de Venise, qui les engage contre les Ottomans dans la guerre de Morée, et des Provinces-Unies.

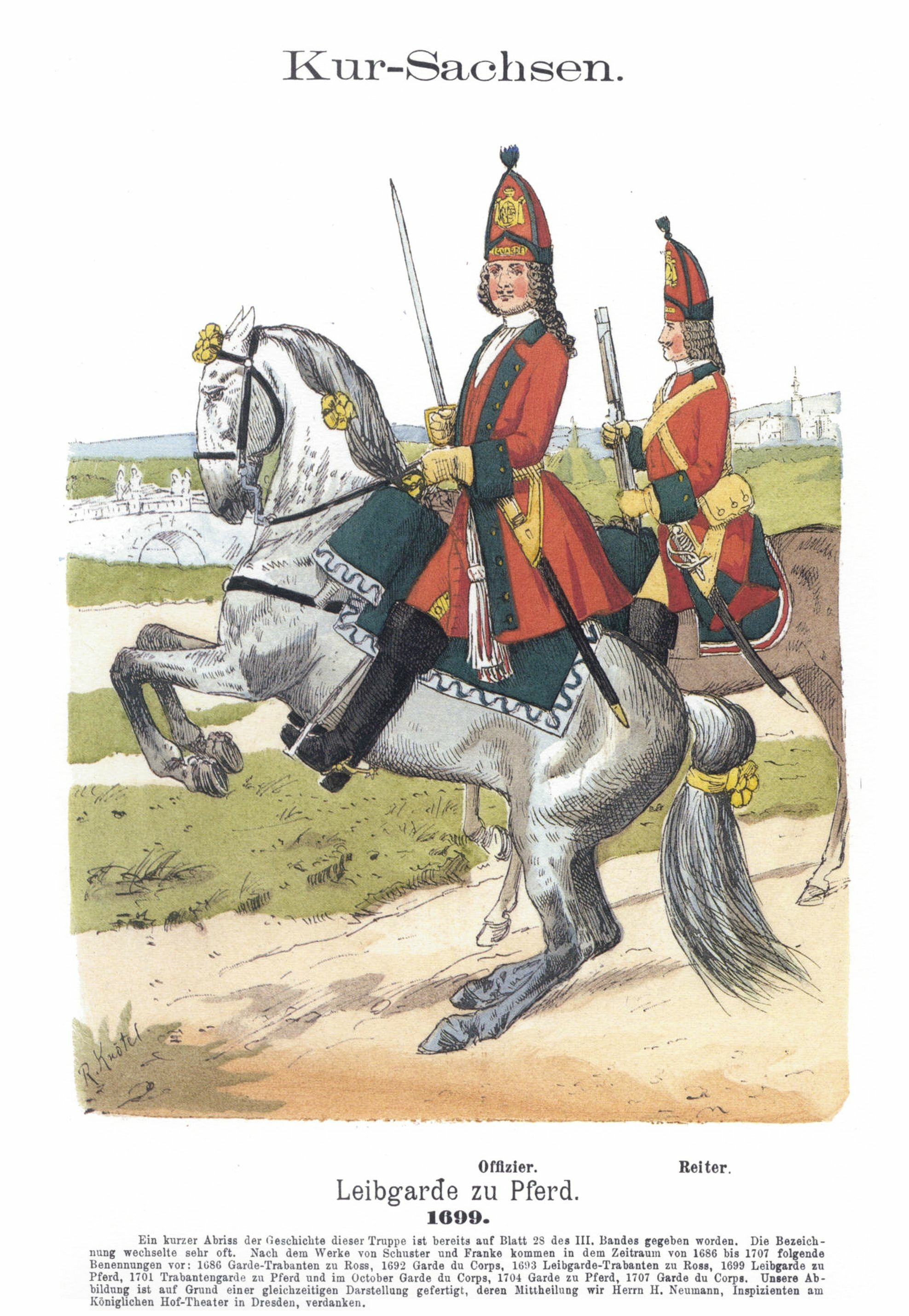
Cavalerie de la Garde du corps saxonne en 1699.

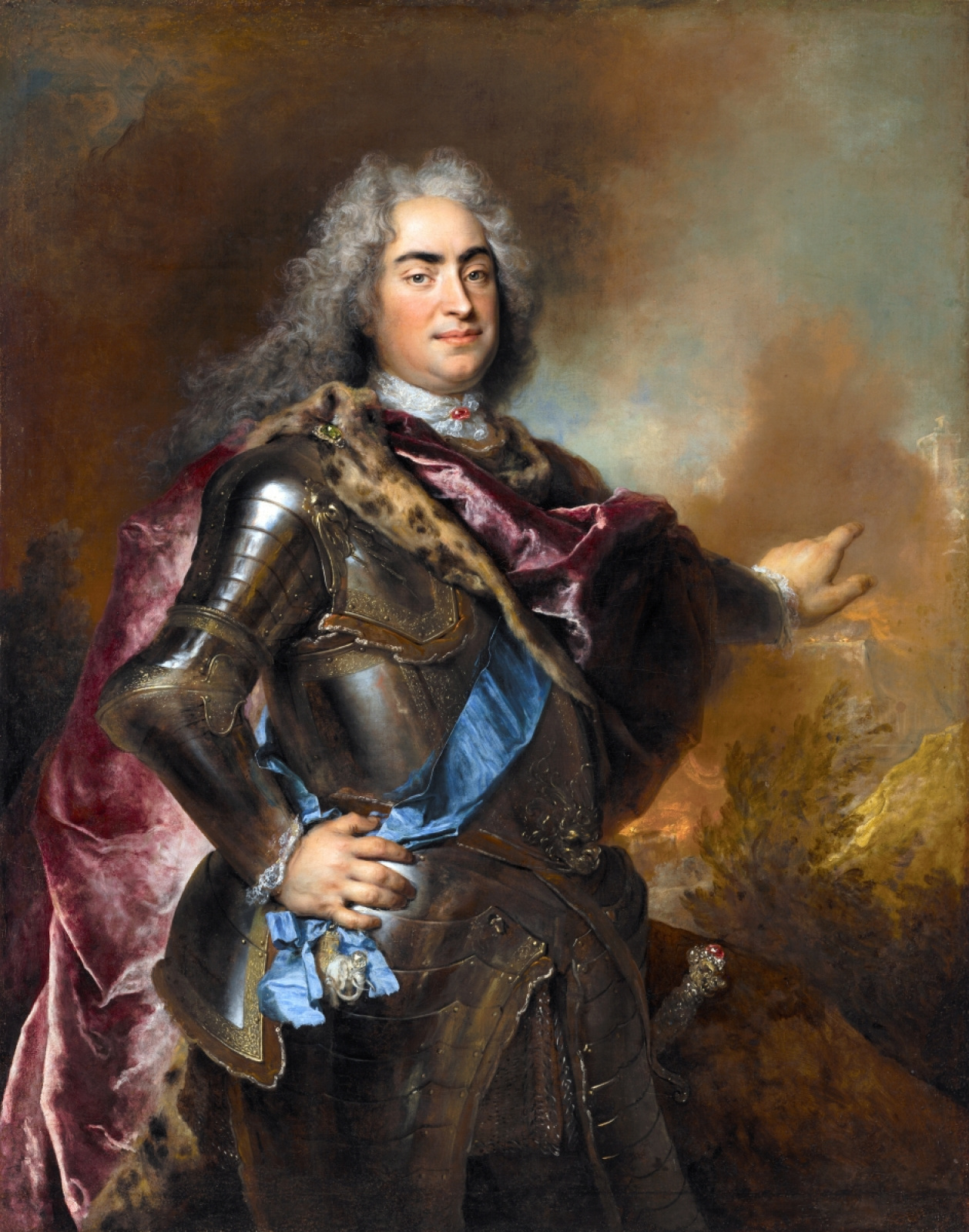
Auguste II, électeur de Saxe et roi de Pologne, par Nicolas de Largillière, v. 1714-1715.

### Guerres duXVIIIesiècle

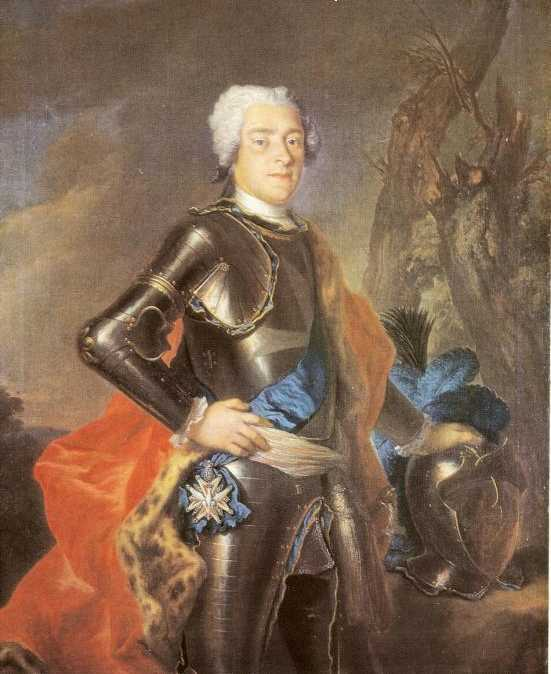
Jean-Georges, chevalier de Saxe par Louis de Silvestre, 1731

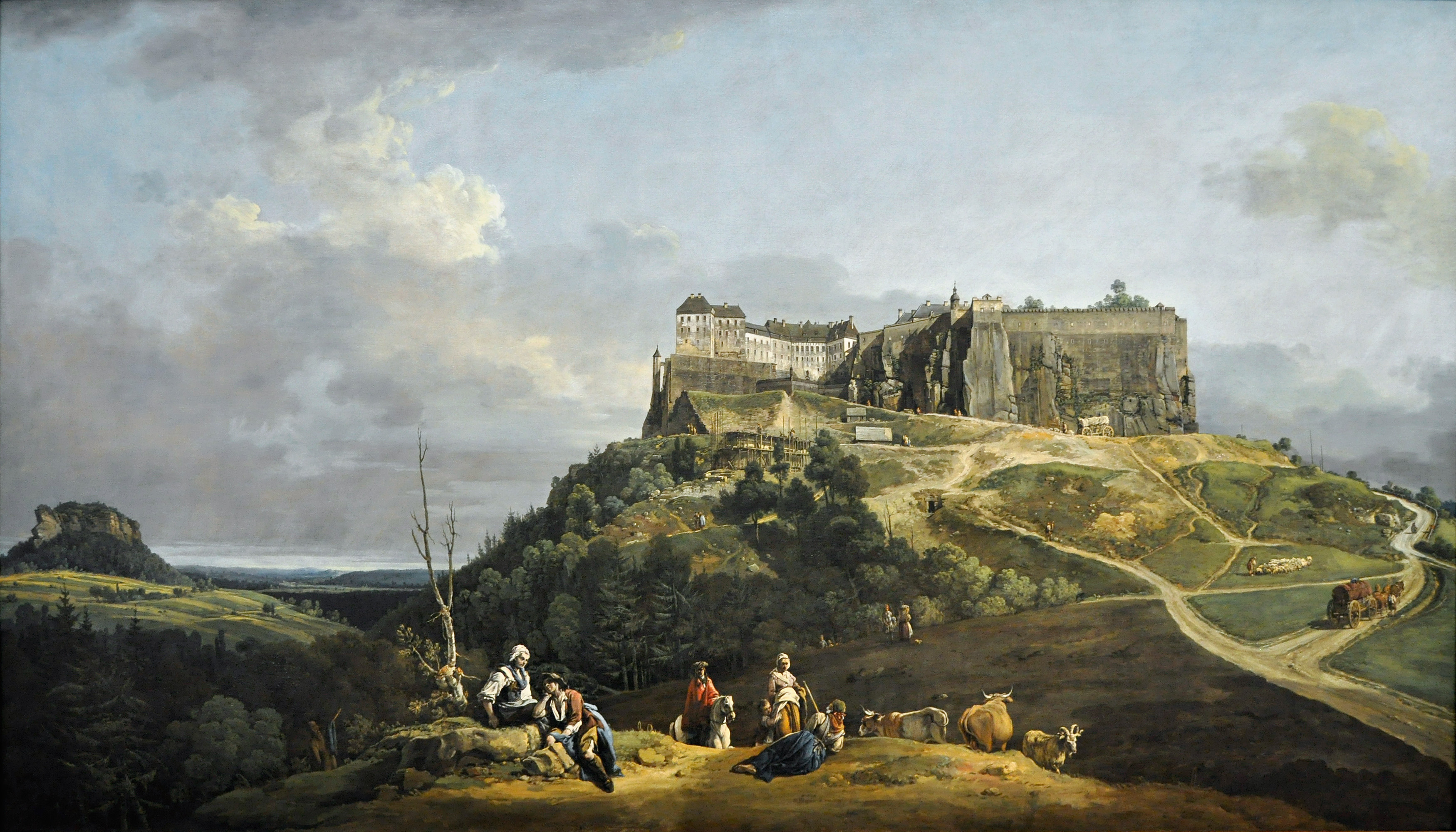
La forteresse de Königstein par Canaletto, v.1756-1758

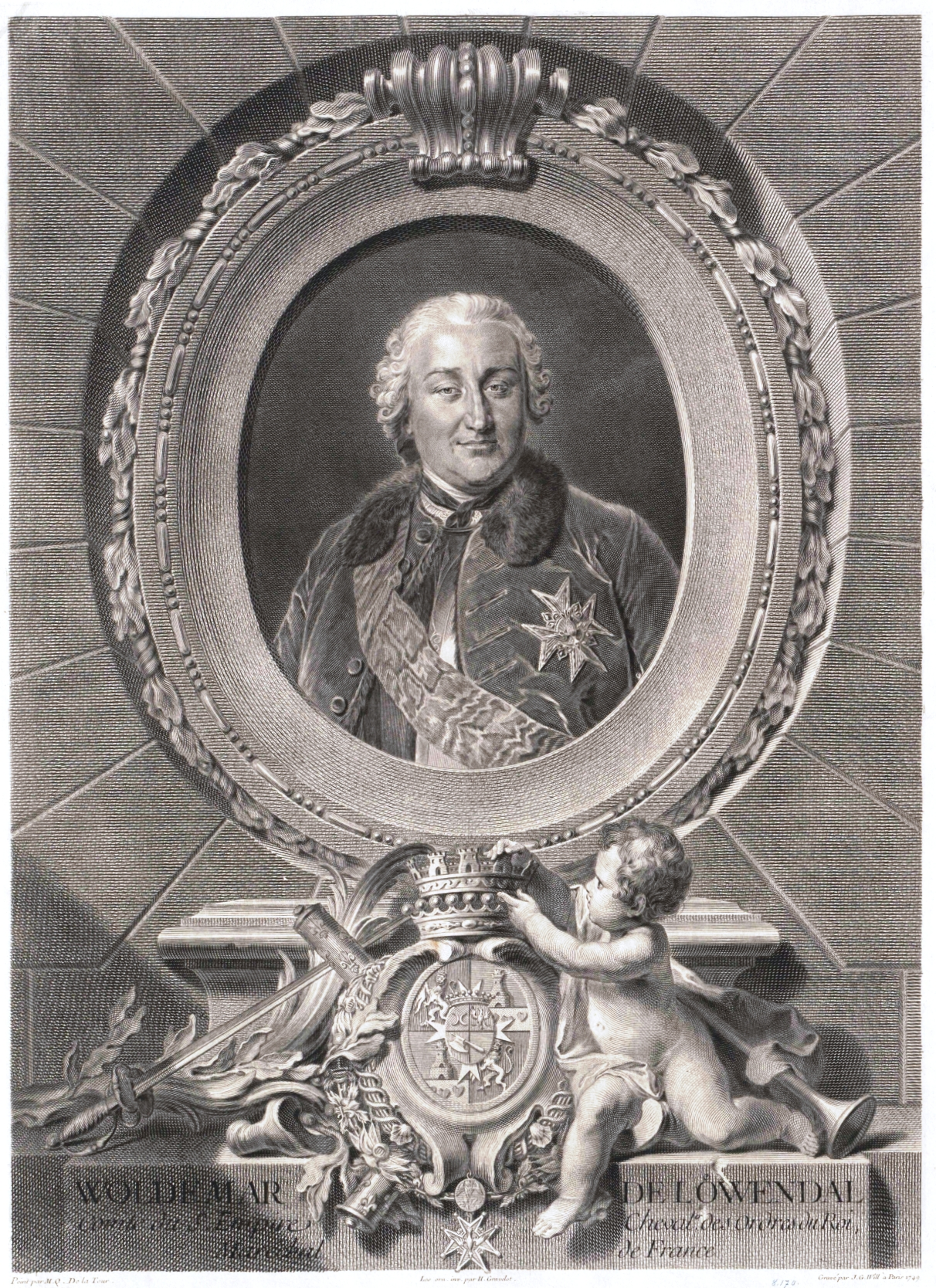
Woldemar de Lowendal par Johann Georg Wille

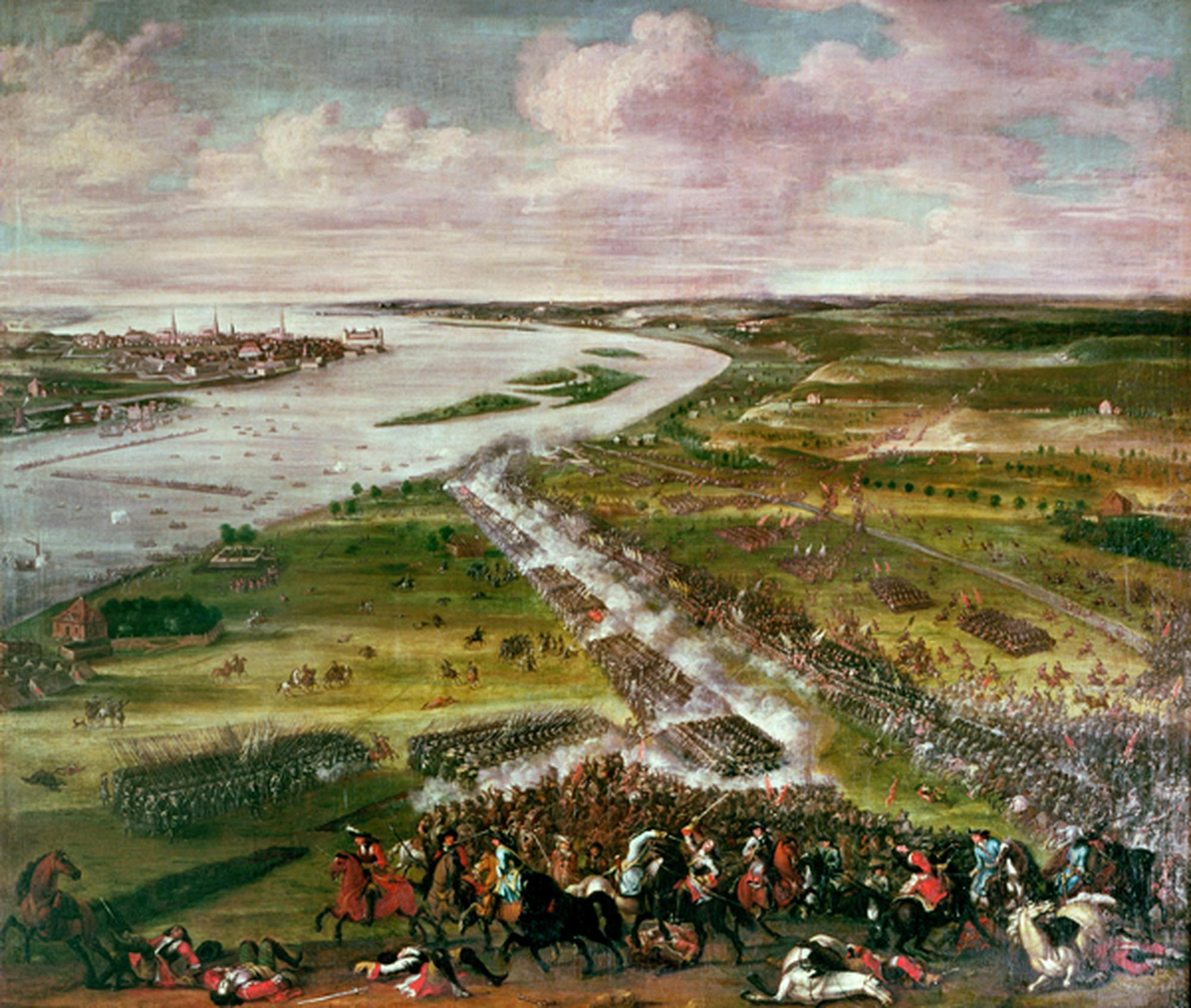
Retraite de l'armée saxonne après la bataille de Daugava pendant la grande guerre du Nord, 1701

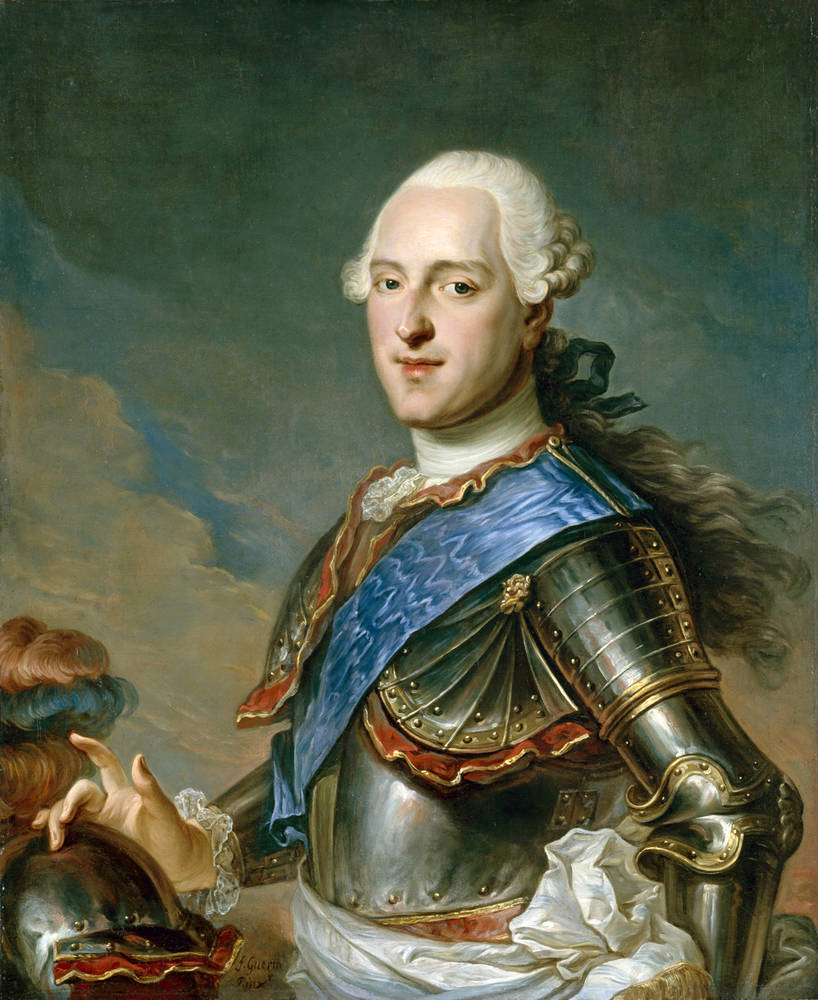
Xavier de Saxe

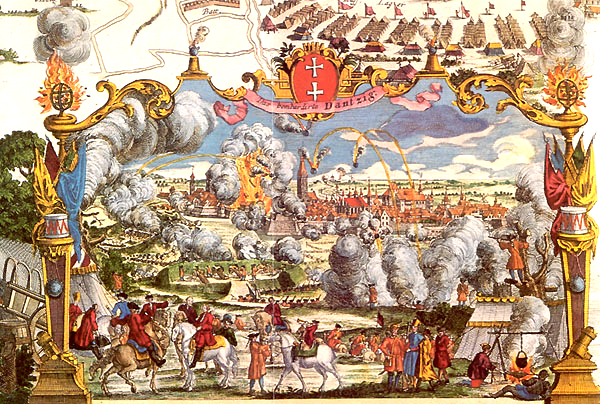
Siège de Dantzig par les troupes russes et saxonnes pendant la guerre de Succession de Pologne, 1734

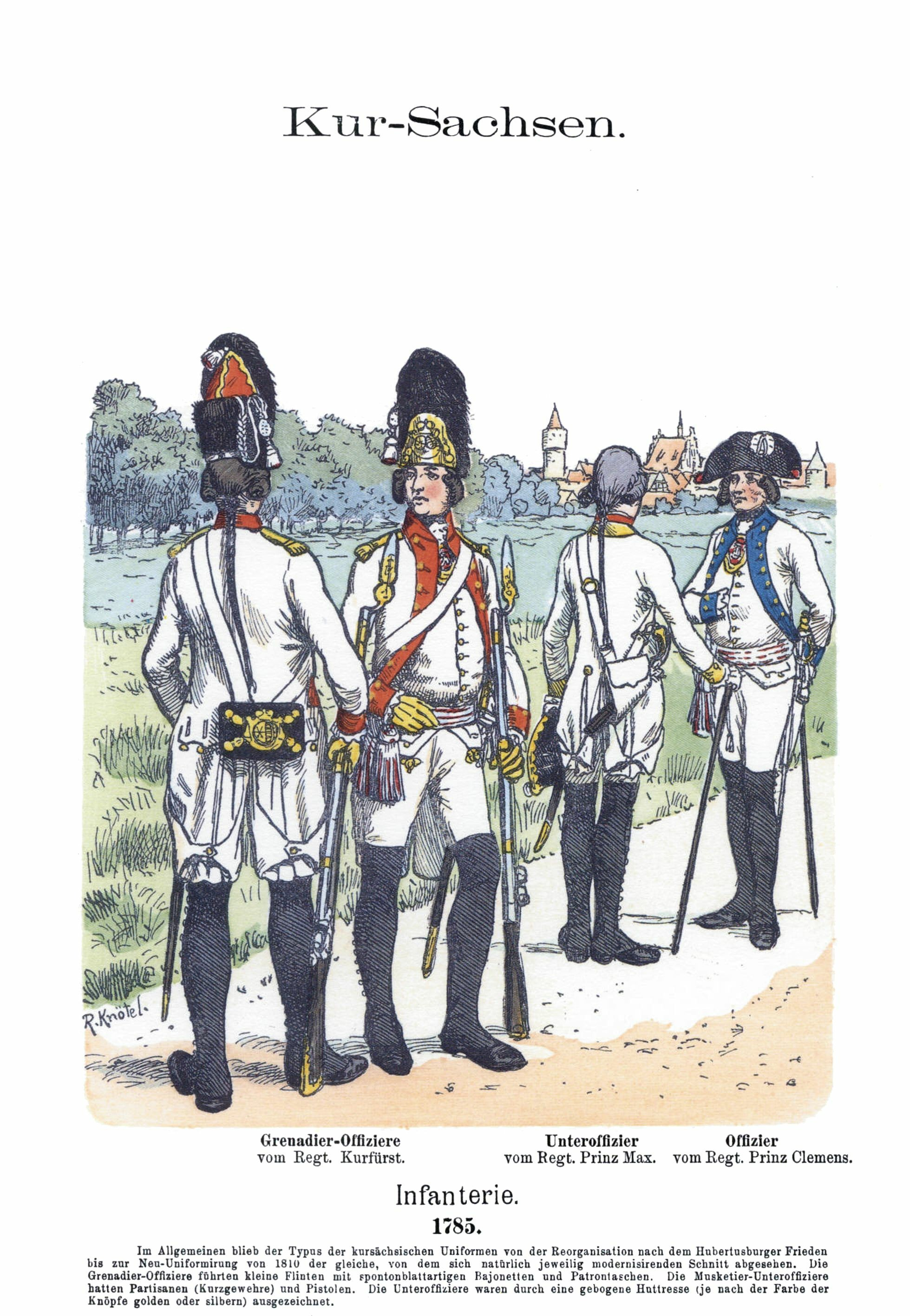
Infanterie saxonne en 1785

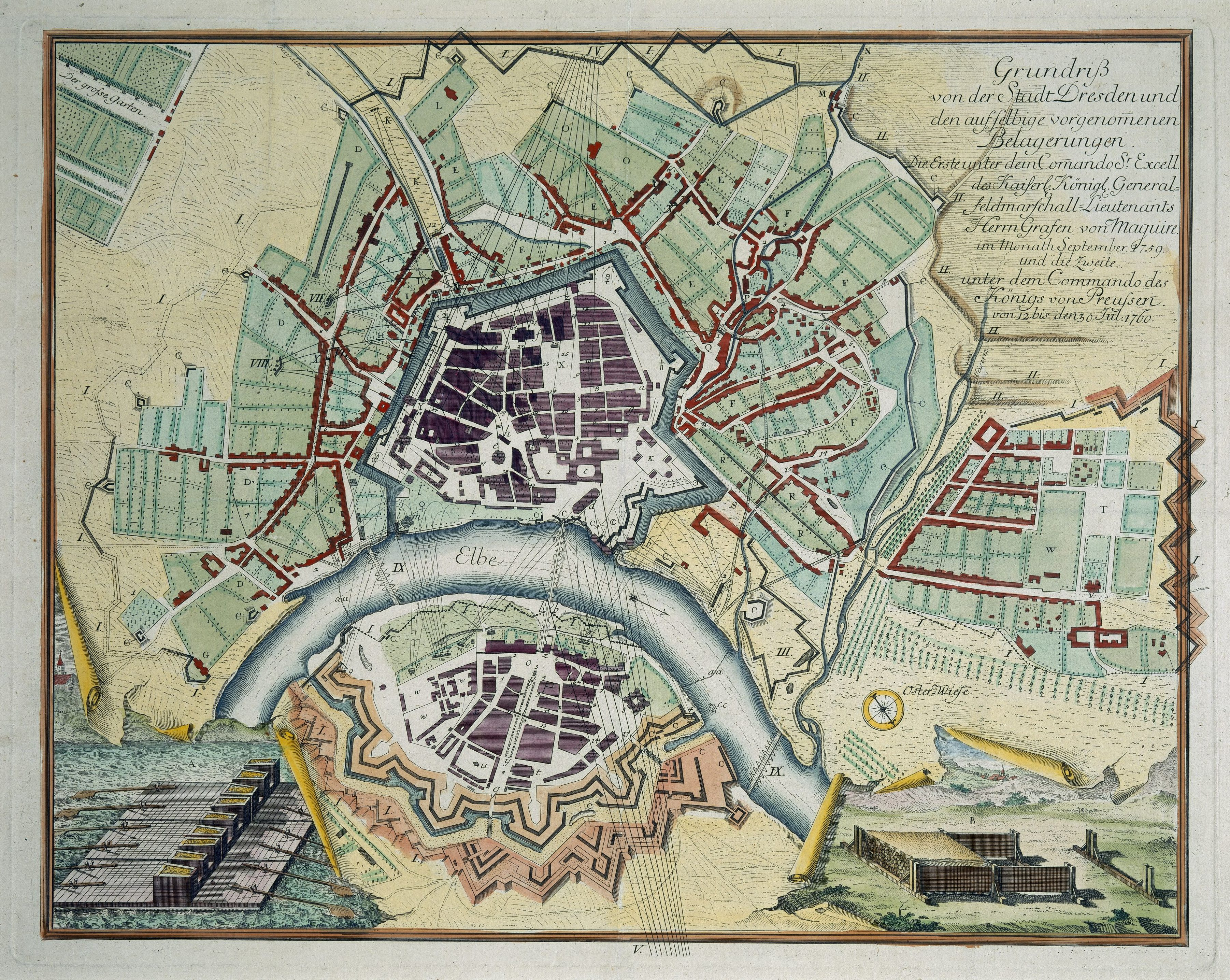
Siège de Dresde pendant la guerre de Sept Ans, 1760

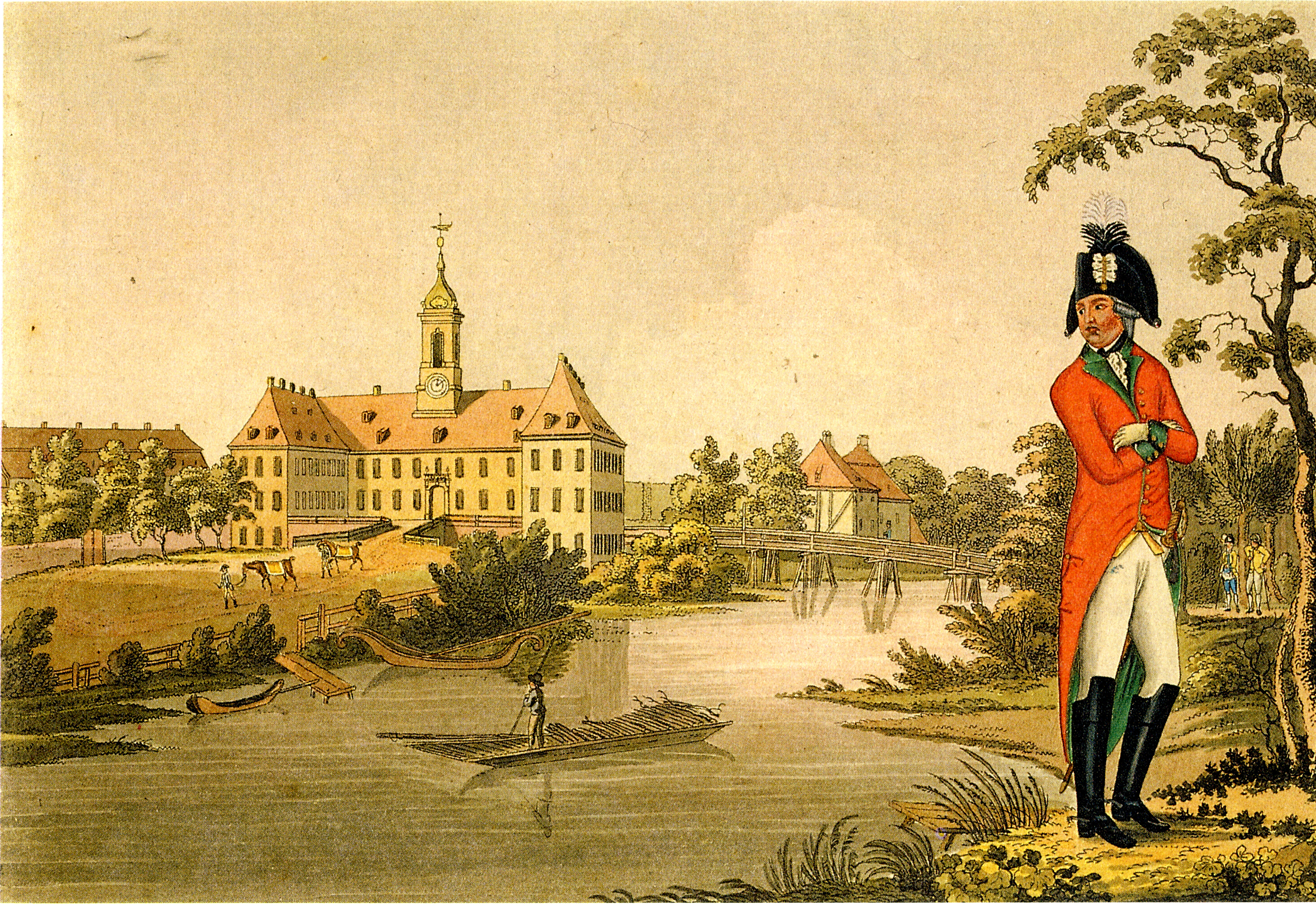
Officier du régiment de chevau-légers Herzog von Kurland, 1791

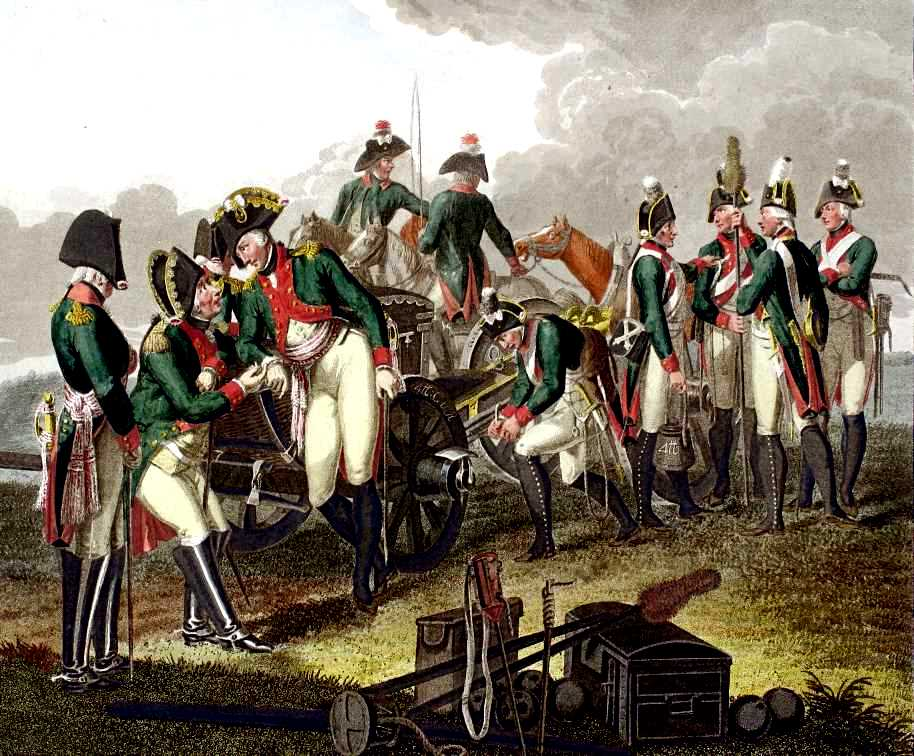
Artillerie saxonne en 1806

De 1697 à 1763, de façon discontinue, l'électeur de Saxe est en même temps le souverain élu de la république des Deux Nations (Pologne-Lituanie) et se trouve engagé dans une série de conflits : grande guerre du Nord (1700-1721) contre la Suède, guerre de Succession de Pologne (1733-1738) contre la France et les partisans de Stanislas Ier. Auguste II crée un corps de cadets que son fils et successeur, Auguste III, transforme en 1723 en une Ritterakademie (académie chevaleresque). En 1736, Auguste III crée l'ordre militaire de Saint-Henri.
Pendant la première guerre de Silésie (1740-1742), la Saxe est alliée de la France et de la Prusse contre les Habsbourg-Lorraine et contribue à la prise de Prague mais, ensuite, ne joue plus qu'un rôle réduit. Dans la deuxième guerre de Silésie (1744-1745), la Saxe, alliée cette fois de l'Autriche, envoie un contingent commandé par Jean-Adolphe II de Saxe-Weissenfels mais les forces autrichiennes et saxonnes réunies sont battues par
Frédéric II de Prusse à la bataille de Kesselsdorf (15 décembre 1745) qui laisse les Prussiens maîtres de la Silésie.
De 1756 à 1763, la Saxe est engagée dans la guerre de Sept Ans contre Frédéric II. L'armée prussienne occupe la Saxe sans rencontrer beaucoup de résistance et capture 18 177 soldats saxons qui, pour une grande partie, sont enrôlés de force dans les rangs prussiens. L'armée saxonne commandée par Xavier de Saxe, comte de Lusace, se reconstitue à Bratislava sous tutelle autrichienne et atteint 7 731 hommes en octobre 1757. Elle obtient un financement français grâce au soutien de Marie-Josèphe de Saxe, épouse du dauphin de France, et son effectif monte à 10 000 hommes grâce aux déserteurs saxons venus de l'armée prussienne. Elle combat aux côtés des Français en Allemagne centrale.
Au cours de cette guerre, l'armée saxonne participe aux batailles suivantes :
- Bataille de Lutterberg le 10 octobre 1758
- Bataille de Bergen le 13 avril 1759
- Bataille de Minden le 1er août 1759
- Bataille sur l'Eder les 23-24 juillet 1760
- Bataille de Warburg le 30 juillet 1760
- Bataille de Baake sur le Weser le 19 septembre 1760
- Bataille de Langensalza le 15 février 1761
- Bataille de Neuhaus le 15 juillet 1761
- Bataille de Steinheim le 5 août 1761
- Prise de Wolfenbüttel du 8 au 11 octobre 1761
- Siège de Brunswick les 13 et 14 octobre 1761
- Deuxième et troisième batailles de Lutterberg en juillet 1762

Après la paix de Hubertsbourg (15 février 1763), qui met fin à l'occupation prussienne, et la mort d'Auguste III puis de son fils et successeur Frédéric IV de Saxe, Xavier de Saxe, devenu régent, renonce aux prétentions familiales sur le trône de Pologne et se consacre à la reconstruction du duché. L'effectif de l'armée est limité : lors de la revue de 1763, elle compte 9 842 fantassins, dont 651 officiers, 4 180 cavaliers (avec seulement 2 434 chevaux) et 1 158 artilleurs. 477 hommes sont affectés en permanence à la garde des forteresses. Les régiments d'infanterie se succèdent par roulement pour assurer la garnison de Dresde et la garde des biens familiaux de la maison électorale.
Au cours du XVIIIe siècle, plusieurs officiers quittent le service de la Saxe pour celui d'autres puissances : Maurice de Saxe (1696-1750) pour l'armée française, Woldemar de Lowendal (1700-1755) pour l'armée russe puis française, Gottlob Curt Heinrich von Tottleben (1715-1773) pour l'armée russe.
L'armée saxonne fournit un contingent symbolique à la Prusse lors de la guerre de Succession de Bavière (1778-1779). Un corps de chasseurs à pied (Feldjägerkorps) est créé pour la première fois pendant cette guerre mais dissous peu après. Un régiment de hussards est créé en 1790.
En 1792, la Saxe se joint à la Première Coalition contre la Révolution française. Elle fournit 5 bataillons d'infanterie, 10 escadrons de cavalerie et une batterie de mortiers, en tout environ 6 000 hommes et 3 000 chevaux. Le corps saxon participe à la bataille de Kaiserslautern (28-30 novembre 1793), aux côtés des Prussiens, sous le commandement du duc de Brunswick. En 1795, ce corps est porté à 9 000 hommes. En août 1796, un armistice est conclu entre la Saxe et la France et le corps saxon quitte le front du Rhin.
En 1800, chaque compagnie d'infanterie est dotée d'un détachement séparé de 8 soldats et un caporal servant comme tireurs d'élite (tirailleurs).

### Régiments
La réforme militaire de 1717 porte l'armée permanente à 30 000 hommes et rapproche le commandement de la troupe : le chef nominal du régiment est en même temps son chef opérationnel. Les soldats sont recrutés presque uniquement sur les terres de l’Électorat, à la différence de ce que pratiquent la plupart des principautés allemandes. L'organisation des unités est la suivante :
- Cavalerie de la Garde : 2 régiments (Chevaliers-Garde et Garde du Corps)
- Cuirassiers : 4 régiments (Königlicher Prinz, Prinz Alexander, Pflugk et Criegern)
- Dragons : 6 régiments (Baudissin, Unruh, Bielke, Birkholz, Klingenber et ?)
- Hussards : un régiment
- Infanterie : 9 régiments (1er de la Garde, 2e de la Garde, Königlicher Prinz, Weißenfels, Diemar, Fietzner, Pflugk, Droßky, Marschall)
- Artillerie (artillerie de forteresse, artillerie de campagne, un bataillon d'artillerie)
- Génie : une compagnie de pontonniers et une de sapeurs

En 1730, l'armée saxonne compte 7 047 cavaliers et 19 415 fantassins.
En 1732, les garnisons sont réparties de la façon suivante :
Cavalerie de la Garde
- Garde du Corps à Dresde
- Karabiniersgarde à Zeitz

Cuirassiers
- Kronprinz à Oschatz
- Prinz Friedrich à Zwickau
- von Criegern à Naumbourg
- von Polenz à Dahlen
- von Brand à Pretzsch
- von Nassau à Bautzen
- Graf Promnitz à Sorau

Grenadiers à cheval
- Un régiment à Freiberg

Dragons
- von Goldacker à Kölleda
- von Katte à Reichenbach
- von Arnstädt à Schmiedeberg
- Chevalier de Saxe à Lübben

Infanterie de la Garde
- 1er de la Garde à Naumburg
- 2e de la Garde à Guben
- Leibgrenadiergarde (grenadiers de la garde du corps) à Dresde

Infanterie
- RI Saxe-Weissenfels à Langensalza
- RI Saxe-Gotha à Bautzen
- RI von Wilcke à Torgau
- RI du Caila à Grimma
- RI von Haxthausen à Zwickau
- RI von Marche à Freiberg
- RI Kronprinz à Großenhain
- RI von Löwendahl à Lommatzsch
- RI Saxe-Weimar à Belgern
- Compagnies d'invalides dans les forteresses de Wittenberg, Pleissembourg, Königstein, Stolpen, Sonnenstein

En 1798, l'armée saxonne compte 31 644 hommes : 3 régiments de la Garde (dont un corps de 140 Suisses, seule unité étrangère), 11 régiments d'infanterie, 8 de cavalerie (carabiniers à cheval 1, hussards 1, chevau-légers 4, cuirassiers 2) une artillerie à pied (1 848 hommes), une artillerie à cheval (242 hommes), une compagnie de pontonniers, un bataillon du train, 46 spécialistes du génie, 608 hommes de garnison et invalides, 130 cadets.
- Troupes du génie saxon, XVIIIe – XIXe siècles

Troupes du génie saxon,
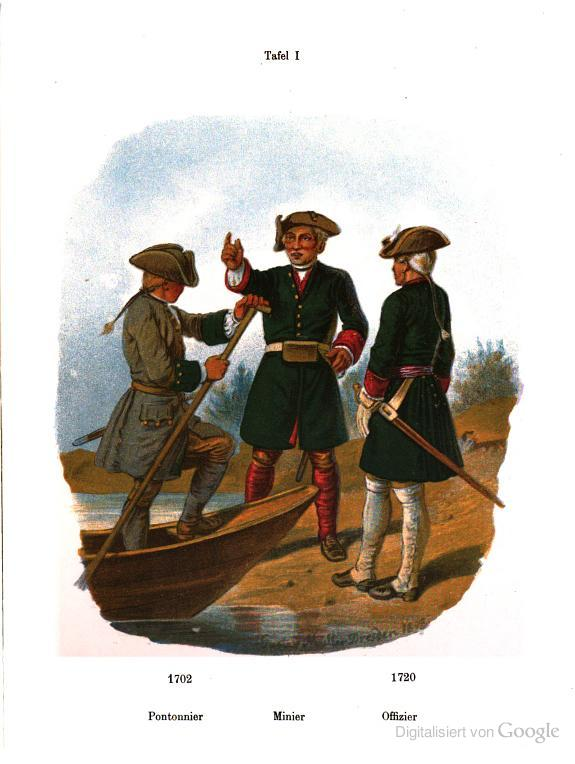
Pontonnier, sapeur et officier, 1702-1720
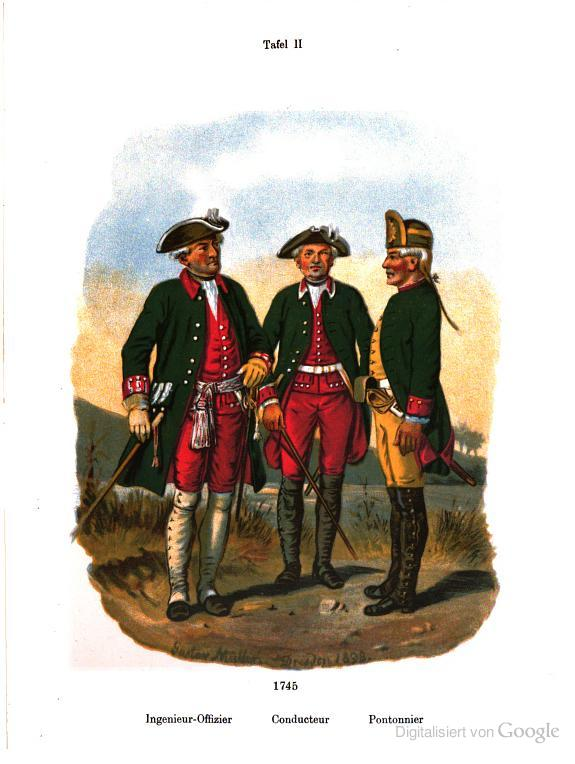
Officier du génie, conducteur et pontonnier, 1745
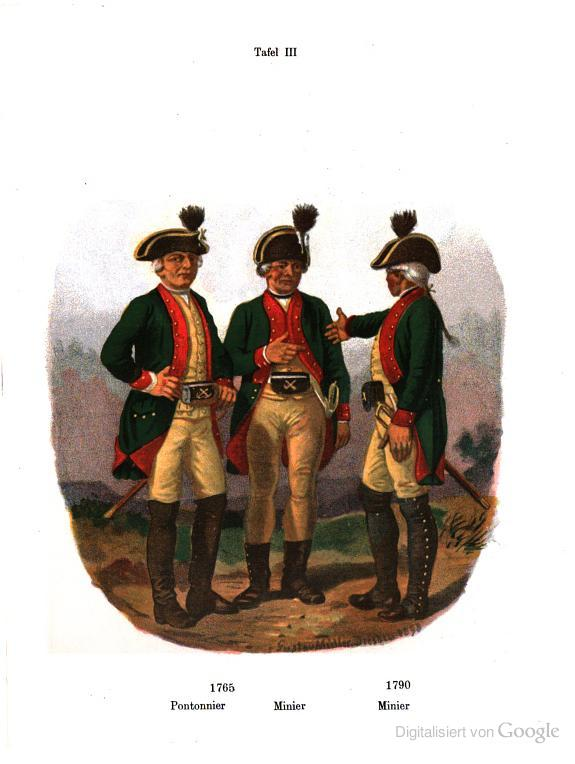
Pontonnier et sapeurs, 1765-1790
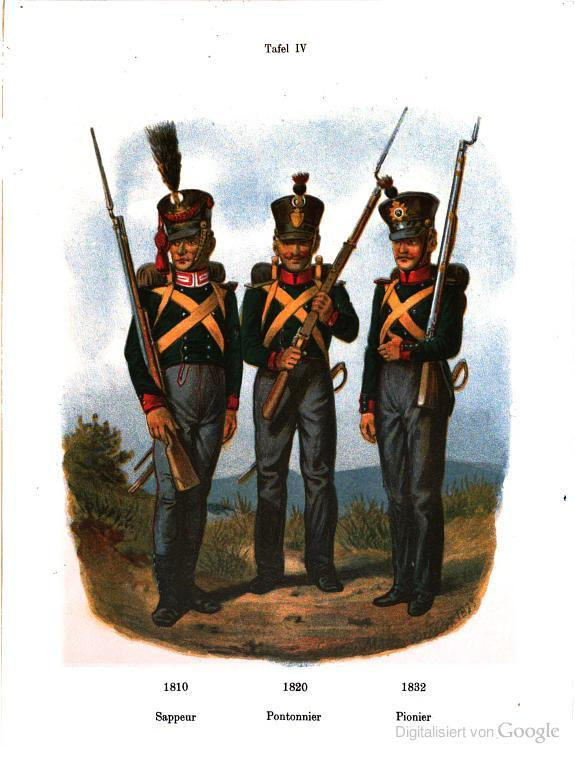
Soldats du génie, 1810-1832

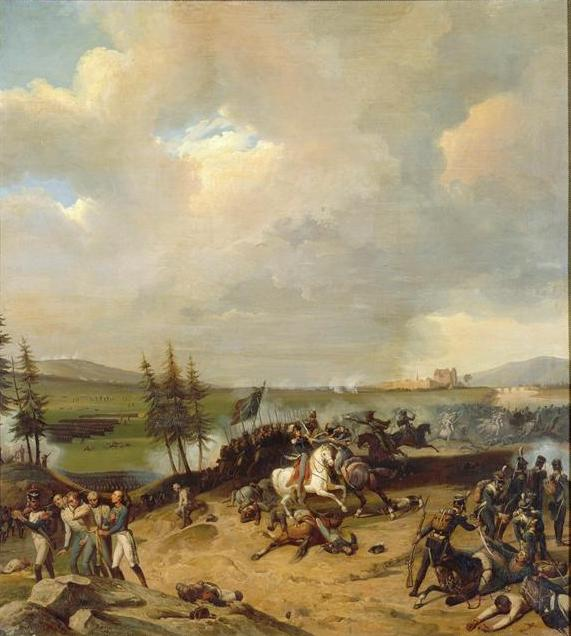
Victoire du maréchal Lannes sur les troupes prussiennes et saxonnes à Saalfeld. Toile d'Auguste-François Desmoulins, 1837

## L'armée du royaume de Saxe (1806-1871)

### Guerres napoléoniennes

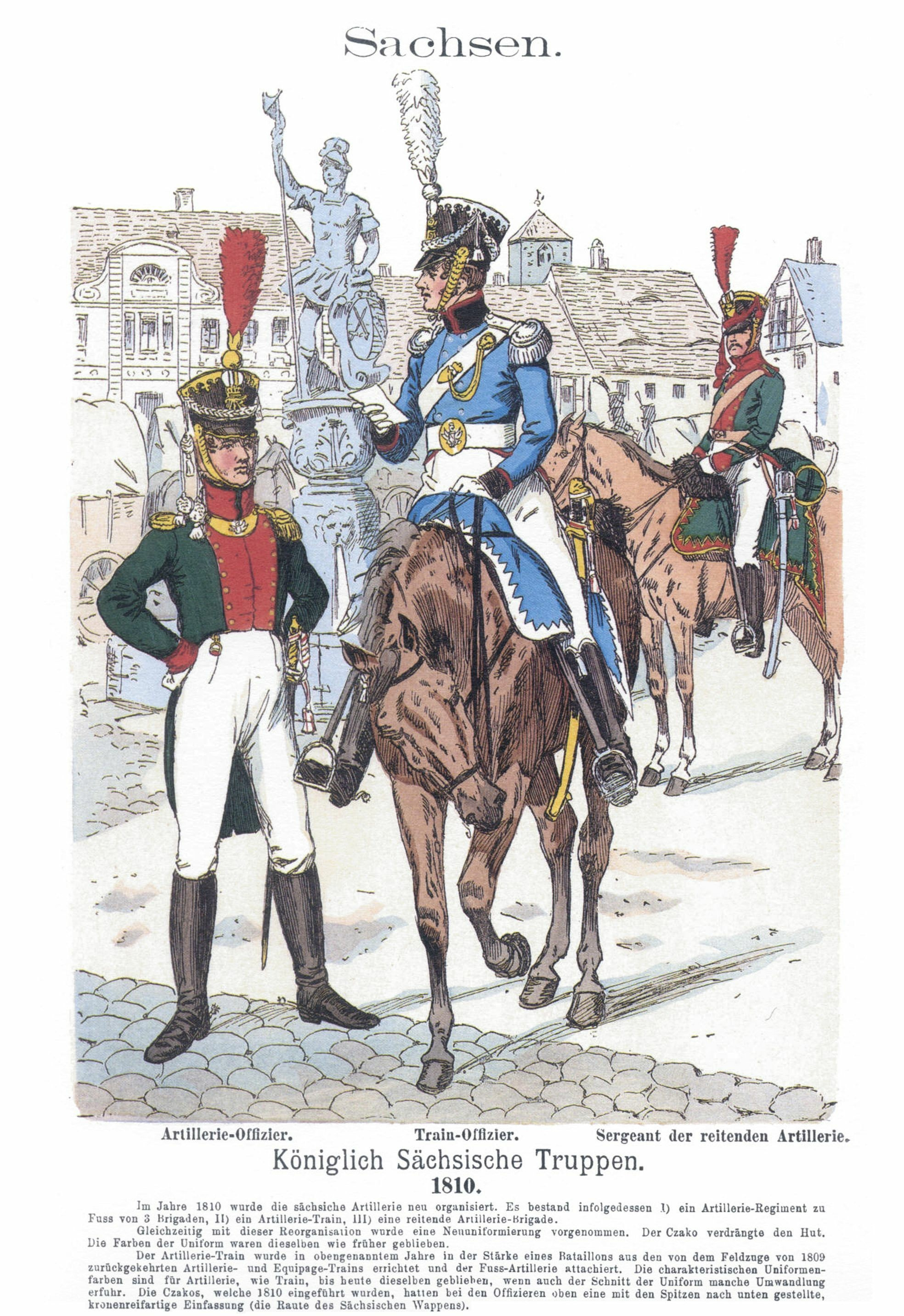
Armée saxonne en 1810 : officier d'artillerie, officier du train, sergent de l'artillerie à cheval

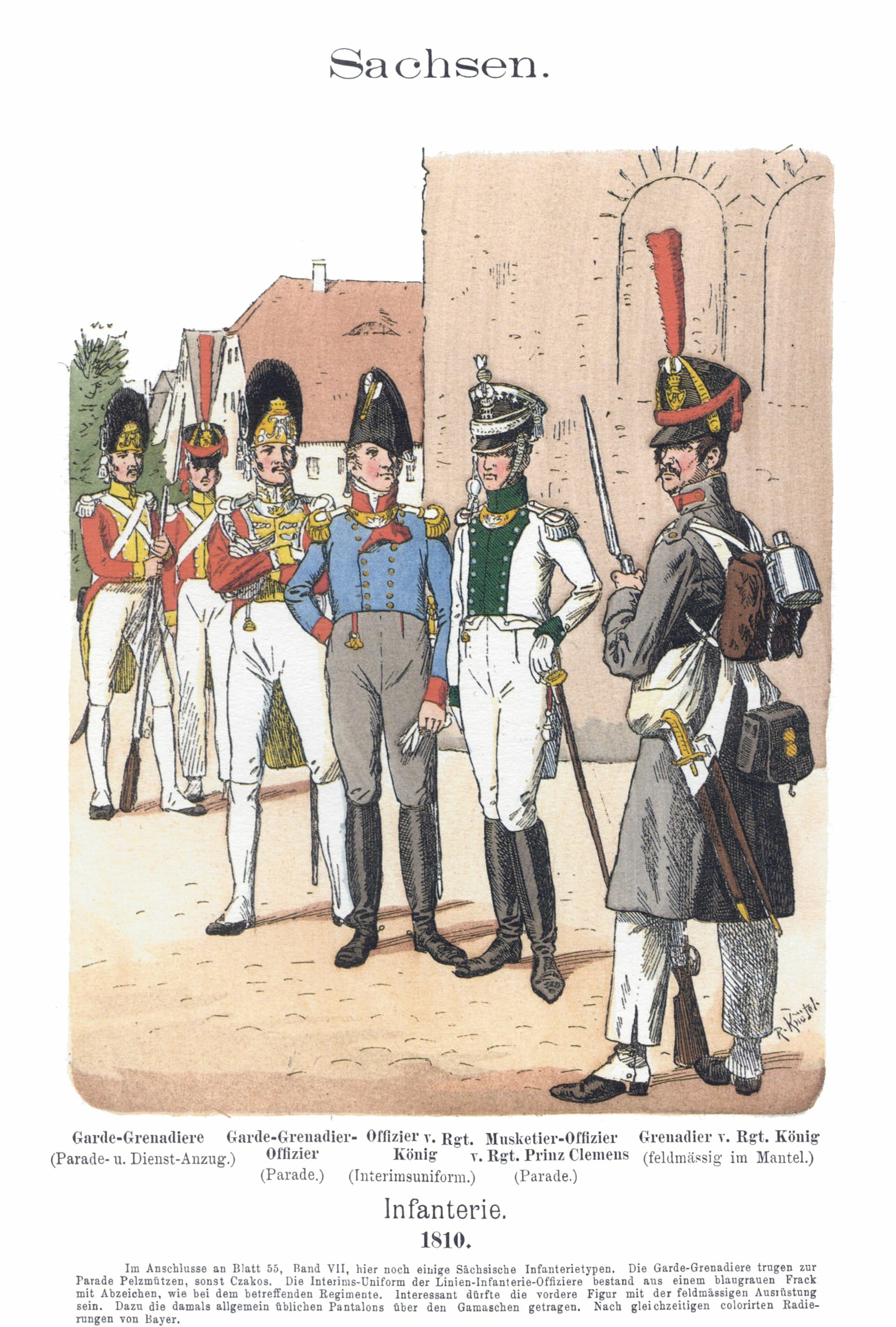
Infanterie saxonne en 1810 : soldats et officier des grenadiers de la Garde, officier d'infanterie, mousquetaire, grenadier d'infanterie

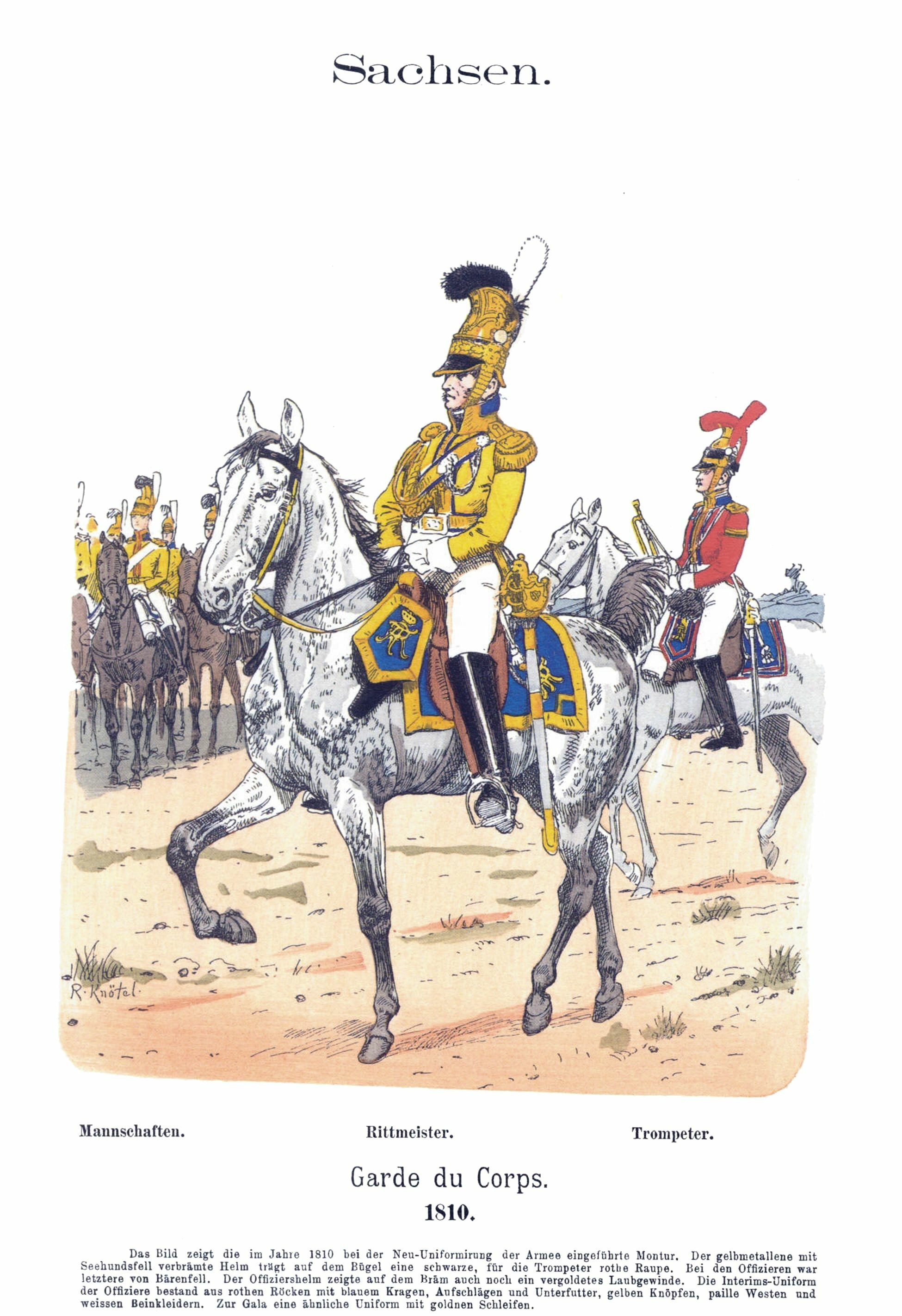
Cuirassiers de la Garde du Corps en 1810

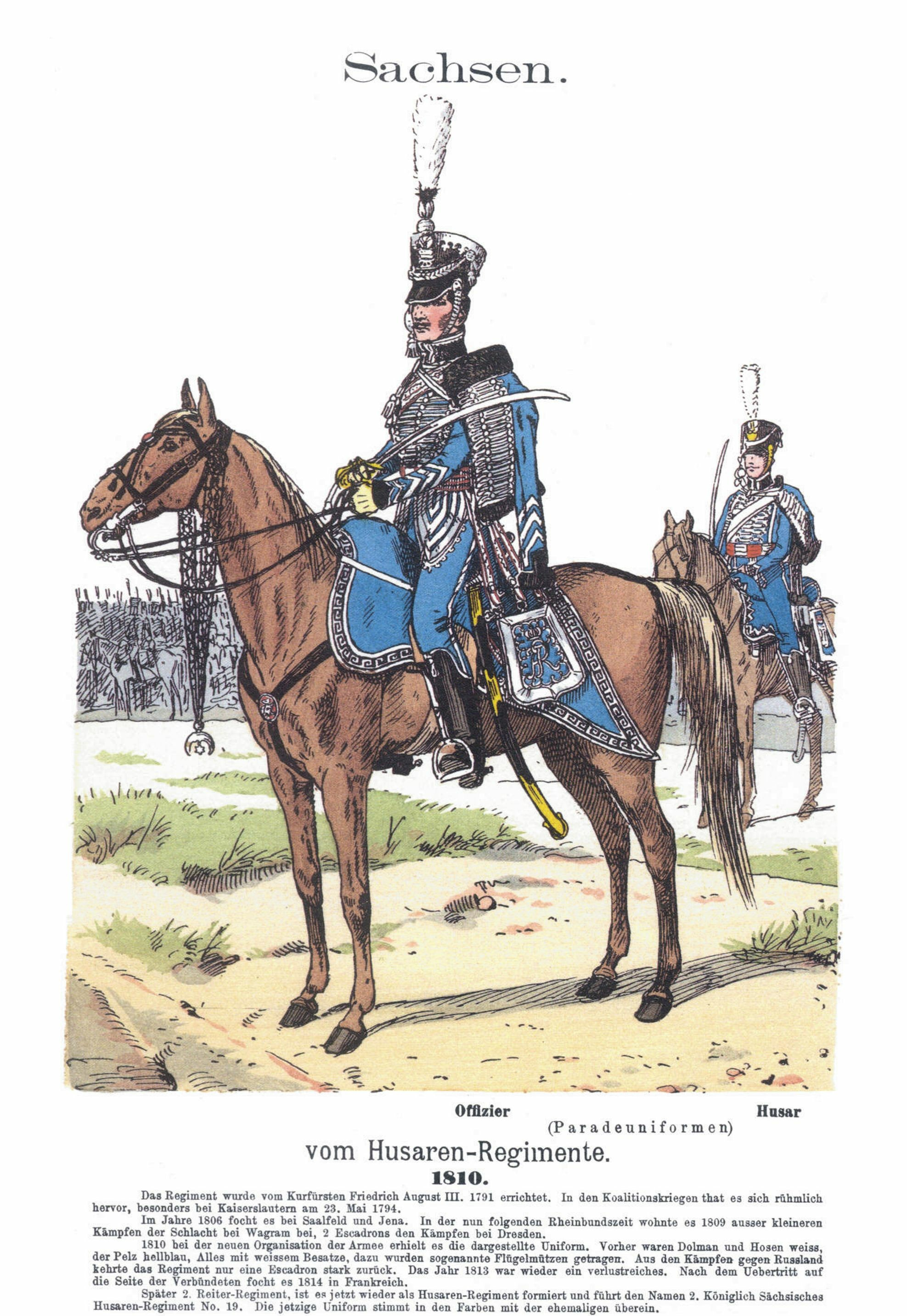
Hussards saxons en 1810

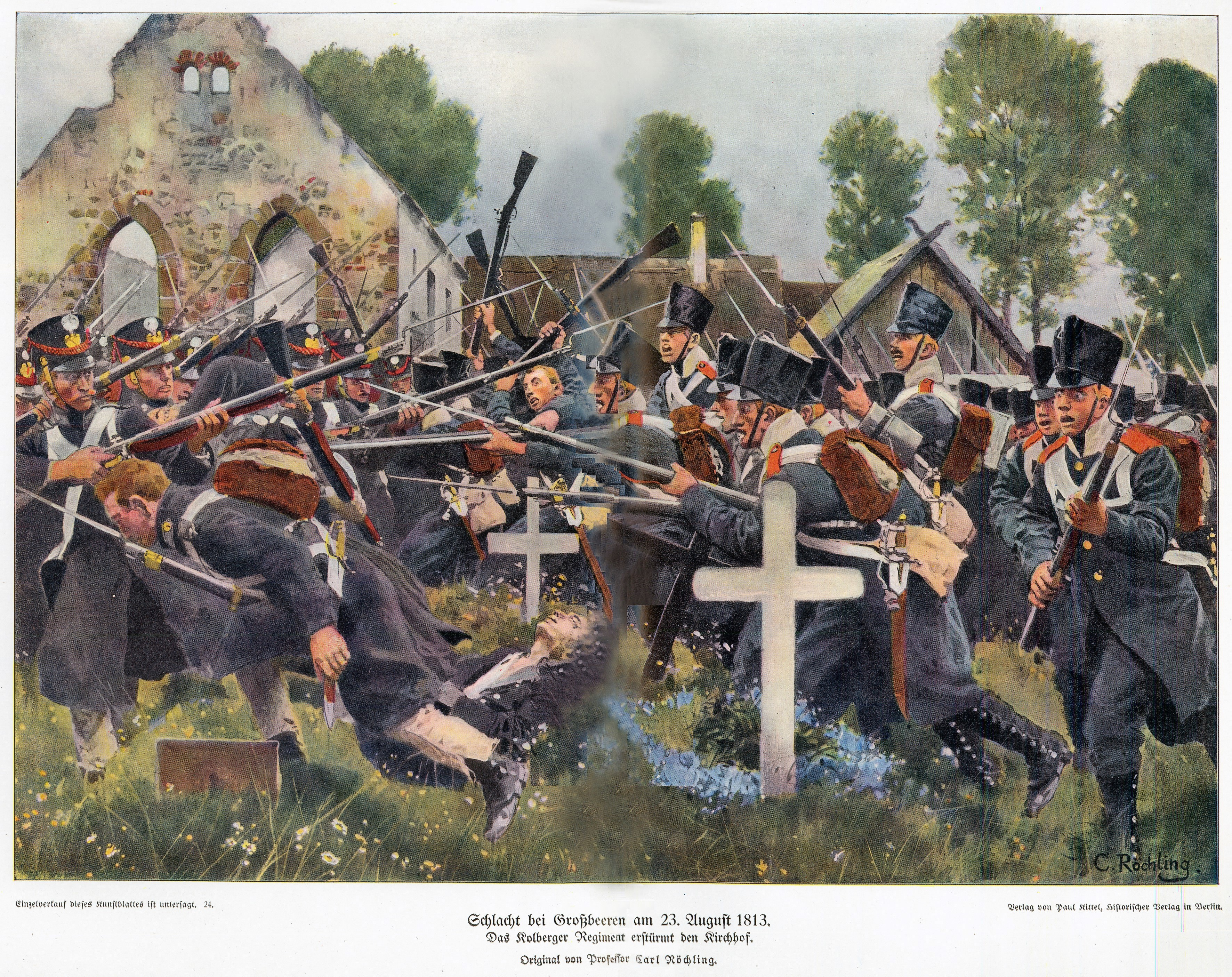
Bataille de Gross Beeren, 23 août 1813 : l'infanterie saxonne (à g.) défend le cimetière contre l'attaque prusienne (à dr.)

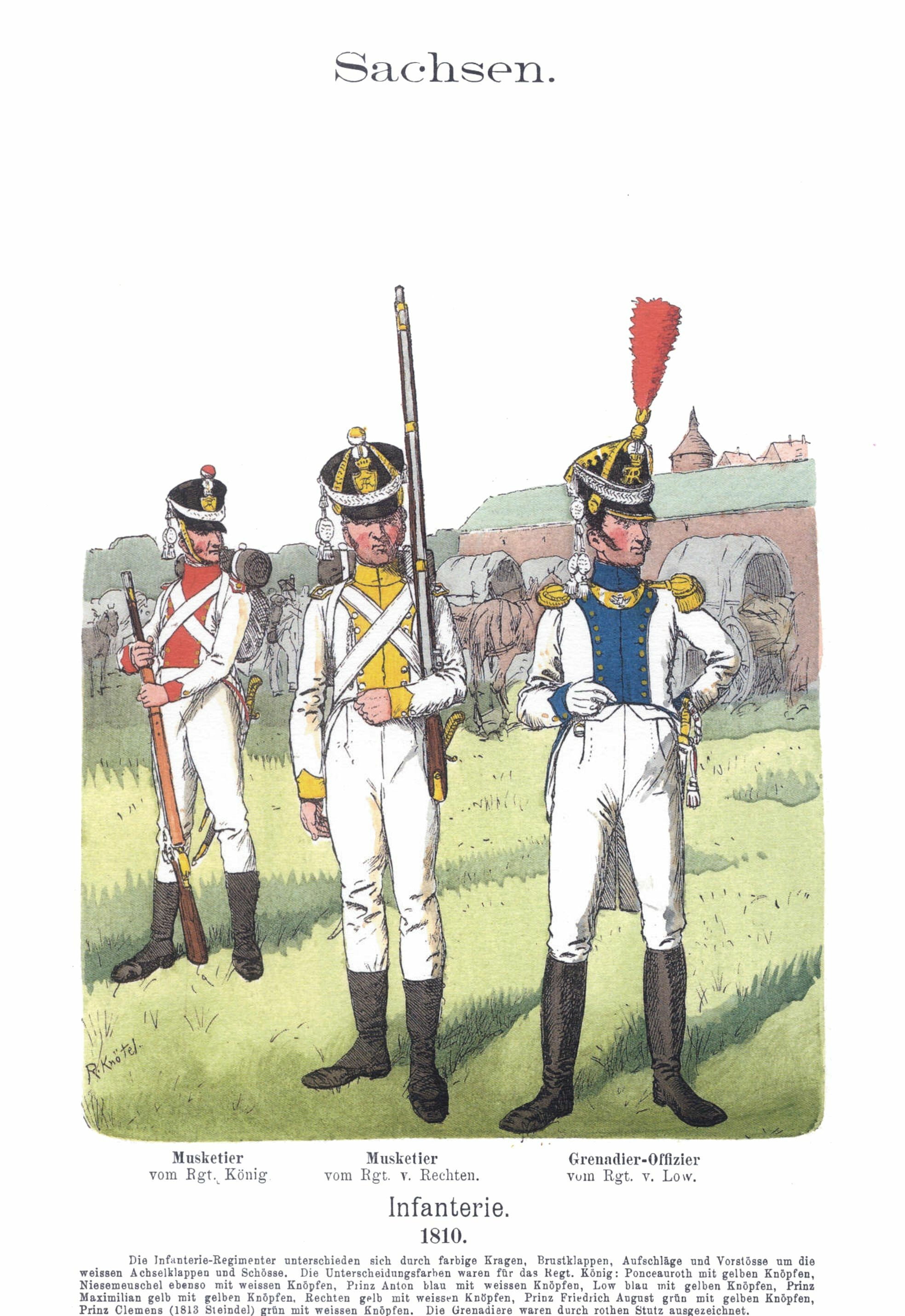
Infanterie saxonne en 1810 : soldats du rgt König et du rgt von Rechten, officier du rgt Low

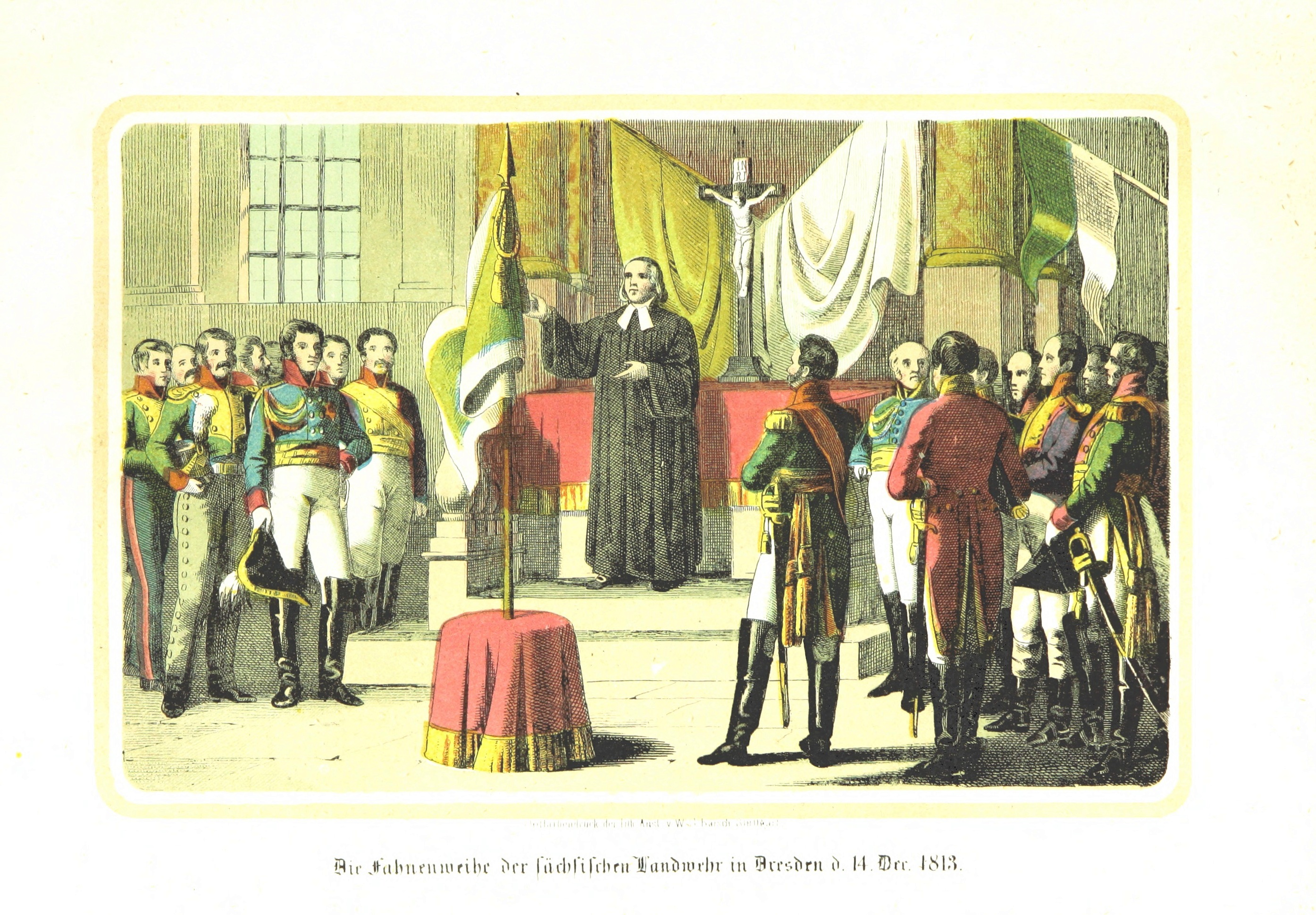
Bénédiction des drapeaux de la Landwehr saxonne, 14 décembre 1813

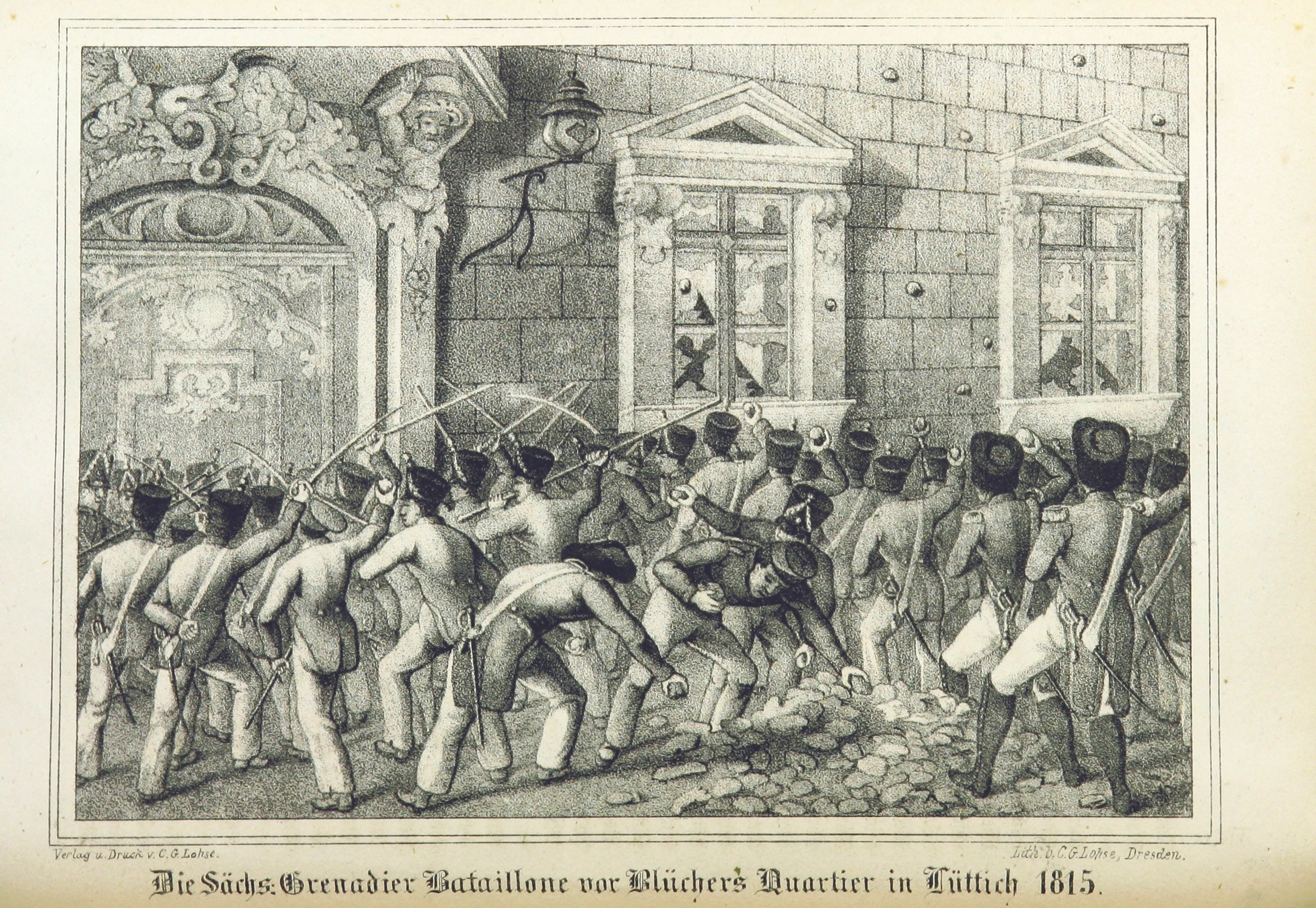
Mutinerie des grenadiers saxons à Liège contre le commandement prussien, avril 1815

En 1806, Frédéric-Auguste de Saxe qui se joint à la Quatrième Coalition contre la France. L'armée saxonne, forte de 22 000 hommes au 10 septembre 1806, est commandée par le général Hans Gottlob von Zezschwitz (de). Au début d'octobre, l'armée de Napoléon, forte de 170 000 hommes, franchit la frontière occidentale de la Saxe. Les armées saxonne et prussienne, 120 000 hommes au total, sont écrasées lors des batailles d'Erfurt et Iéna : les deux ensemble perdent 33 000 tués, blessés et prisonniers, contre 15 000 pour les Français.
Le 11 décembre 1806, la Saxe signe une paix séparée : par le traité de Poznań, elle s'engage à fournir un contingent de 20 000 hommes à la Confédération du Rhin. Le 20 décembre 1806, Frédéric-Auguste de Saxe, passé sous tutelle française, est proclamé roi de Saxe. Les Saxons participent, aux côtés des Français et d'autres alliés allemands, au Siège de Dantzig (1807) : la forteresse se rend le 24 mai. Le 4 juin, Napoléon passe en revue le Xe corps et fait l'éloge des grenadiers saxons. La Prusse, soutenue par la Russie, résiste jusqu'en juin 1807 mais doit accepter les traités de Tilsit (7 et 9 juillet 1807). Le roi de Prusse renonce aux territoires acquis lors des partages de la Pologne : ceux-ci constituent un duché de Varsovie dont Frédéric-Auguste devient le souverain nominal.
L'armée saxonne procède à une série de réformes. Le corps des officiers est rajeuni, le service de médecine militaire développé, la justice militaire réformée avec l'abandon des châtiments corporels. La formation de l'artillerie est améliorée. Les fantassins sont entraînés au combat en colonne et en tirailleurs, le pas de marche de l'infanterie est porté de 75 à 90 pas par minute et deux régiments d'infanterie légère sont créés en 1809.
En 1810, l'armée saxonne compte 6 577 cavaliers et 24 937 fantassins et artilleurs, soit 31 780 hommes répartis comme suit :
Cavalerie
- Régiment de Garde du Corps
- Cuirassiers de la Garde
- Cuirassiers von Zastrow
- Hussards
- Chevau-légers Prinz Clemens
- Chevau-légers Polenz (vacant)
- Chevau-légers Prinz Johann
- Chevau-légers Prinz Albrecht

Infanterie
- Grenadiers de la Garde
- 1er régiment d'infanterie de ligne König
- 2e régiment d'infanterie de ligne Niesemeuschel (vacant)
- 3e régiment d'infanterie de ligne Prinz Anton
- 4e régiment d'infanterie de ligne Low (vacant)
- 5e régiment d'infanterie de ligne Prinz Maximilian
- 6e régiment d'infanterie de ligne Rechten (vacant)
- 7e régiment d'infanterie de ligne Prinz Friedrich August
- 8e régiment d'infanterie de ligne Prinz Clemens
- 1er régiment d'infanterie légère
- 2e régiment d'infanterie légère
- Jäger

Pendant la campagne de Russie de 1812, l'armée saxonne est intégrée à la Grande Armée napoléonienne. La plus grande partie constitue le 7e corps sous le commandement du général français Reynier Au total, les Saxons alignent 21 200 fantassins, 7 000 cavaliers et 56 canons de 4 et 6 livres. Pendant la bataille de la Moskova (7 septembre 1812), les cuirassiers saxons perdent la moitié de leur effectif. Après la prise de Moscou le 14 septembre, la retraite vers l'Allemagne, sous les ordres du maréchal français Victor, est désastreuse : seuls 1 436 hommes reviennent vivants. Le corps saxon subit encore une défaite à la bataille de Kalisz , le 13 février 1813, contre l'avant-garde russe.
Après la défaite de Napoléon en Russie, les États allemands soumis par Napoléon se retournent contre lui l'un après l'autre et se joignent à la Sixième Coalition autour de la Russie. La Prusse déclare la guerre à la France le 16 mars 1813, l'Autriche le 11 août, la Bavière le 14 octobre. L'armée saxonne combat encore du côté français à la bataille de Gross Beeren (23 août 1813), de nouveau sous les ordres de Reynier, contre une armée russo-suédo-prussienne commandée par Bernadotte et Bülow. Les Franco-Saxons, battus, doivent évacuer le Brandebourg et 1 500 soldats saxons capturés passent au service de la Prusse. La bataille de Dennewitz (6 septembre 1813) est une nouvelle défaite pour les Franco-Saxons commandés par le maréchal Ney. Pendant la bataille de Leipzig (16-19 octobre 1813), une division saxonne commandée par Gustav Xaver Reinhold von Ryssel, change de camp et retourne ses canons contre les Français. Napoléon évacue la Saxe en laissant le roi Frédéric-Auguste à Leipzig.
Ce qui reste de l'armée saxonne rejoint les rangs de la coalition et, sous le commandement de von Ryssel, participe au siège de Torgau (du 2 au 14 novembre 1813) avant d'être envoyé pour réorganisation à Mersebourg. Le 3 décembre 1813, elle se met en marche sous le commandement du prince Charles-Auguste de Saxe-Weimar-Eisenach et des généraux von Thielmann et von Le Coq, pour se joindre au IIIe corps allemand et prendre part à la campagne de France (1814). L'armée saxonne participe au siège de Maubeuge puis à celui d'Anvers. Après l'abdication de Napoléon, le IIIe corps reste en Belgique comme troupe d'occupation.
Le traité de Vienne laisse sa couronne à Frédéric-Auguste mais cède une grande partie du territoire saxon à la Prusse. Les soldats saxons originaires de ce territoire reçoivent l'ordre de rejoindre l'armée prussienne. En avril 1815, à Liège, les grenadiers saxons se mutinent contre le commandement prussien de Blücher. Le 13 juin 1815, l'armée saxonne est divisée en deux corps : 6 807 Saxons du nord, avec les frères von Ryssel, rejoignent l'armée prussienne, tandis que 7 968 Saxons du sud, avec von Le Coq, restent sous le drapeau saxon.
Lors du retour de Napoléon en 1815 et de la guerre de la Septième Coalition, des unités saxonnes participent à l'encerclement de Sélestat et de Neuf-Brisach. Elles sont ensuite envoyées comme troupes d'occupation dans le département du Nord où elles restent jusqu'en décembre 1818.

### Vers l'unité allemande

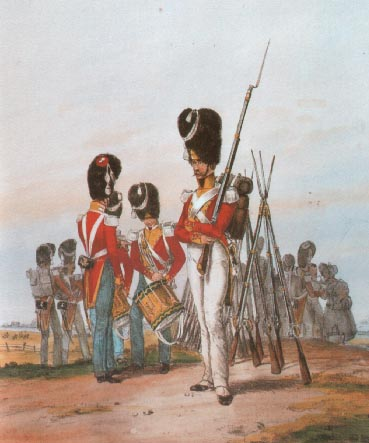
Infanterie de la Garde saxonne en 1835

Après les pertes humaines et territoriales des guerres napoléoniennes, la Saxe n'est plus en état d'entretenir une armée nombreuse malgré l'indemnité de 6,8 millions de francs qui lui est versée par la France. Elle participe à la fondation de la Confédération germanique, le 8 juin 1815, alliance des États allemands sous la double tutelle de l'Autriche et de la Prusse. Elle met ses forces armées à la disposition de l'armée confédérale où elle constitue le IXe corps. En 1835, ces forces s'élèvent à 31 679 hommes dont 23 369 fantassins, 1 168 Jäger, 4 308 cavaliers, 2 473 artilleurs (avec 60 canons), 301 hommes du génie. En 1848, près une longue période de paix, l'effectif est descendu à 12 949 hommes dont 370 grenadiers de la Garde, 6 984 hommes d'infanterie de ligne, 2 177 hommes d'infanterie légère, 660 cavaliers de la Garde, 1 320 hommes de cavalerie légère, 157 hommes d'artillerie à cheval, 191 hommes du train, 146 ingénieurs, sapeurs et pontonniers, 131 divers.

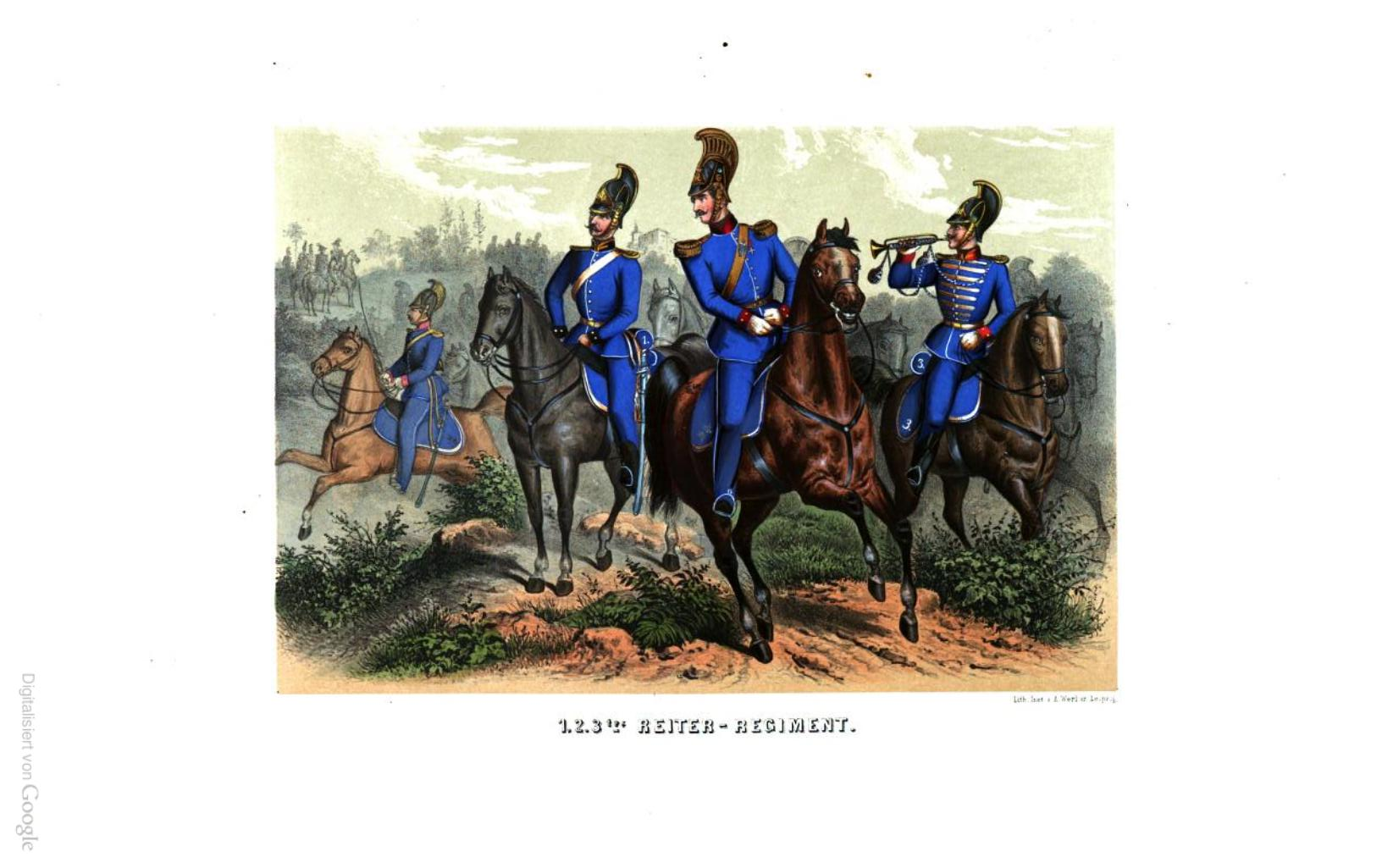
Cavalerie saxonne en 1859

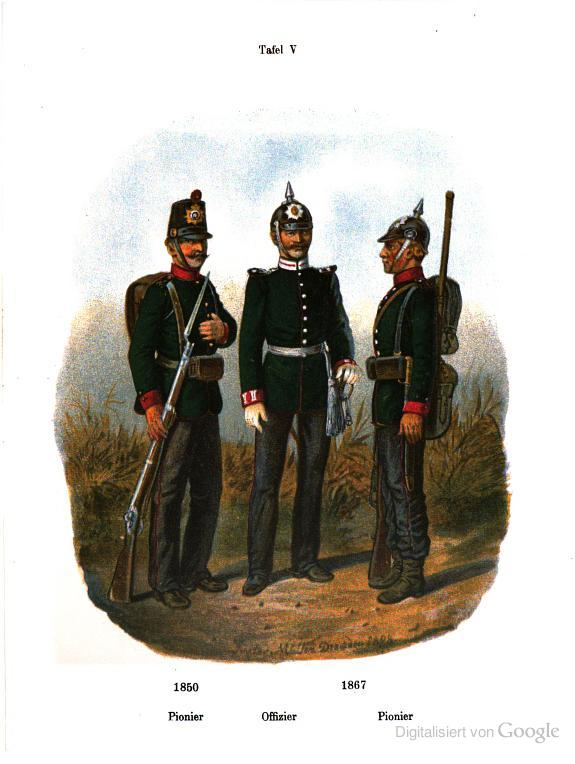
Armée saxonne, 1850-1867 : le casque à pointe prussien est adopté en 1867

Pendant la révolution allemande de 1848-1849, le IXe corps saxon participe à la première guerre de Schleswig contre le Danemark. Lors de la bataille de Dybbøl (da) (13 avril 1849), il combat aux côtés de l'armée bavaroise. Les Danois battent en retraite, l'armée saxonne ayant perdu 3 officiers tués et 9 blessés, 111 soldats tués et blessés. Parallèlement, les troupes saxonnes, appuyées par celles de la Prusse, sont chargées de réprimer le soulèvement de mai 1849 à Dresde. Les combats font 31 tués et 94 blessés parmi les militaires prussiens et saxons, et environ 250 tués et 400 à 500 blessés parmi les insurgés.
En 1850, l'armée est réorganisée en quatre brigades d'infanterie de ligne, une d'infanterie légère et une de cavalerie. En 1852, chaque brigade est dotée d'une compagnie sanitaire. En 1860, l'infanterie est dotée de nouveaux fusils produits par les armureries de Liège. La Saxe mobilise de nouveau ses troupes en 1850 pour faire face à la crise austro-prussienne du Schlesvig et en 1859 pour soutenir l'Autriche dans la guerre d'Italie contre les Français. Aucune troupe saxonne n'est finalement engagée.

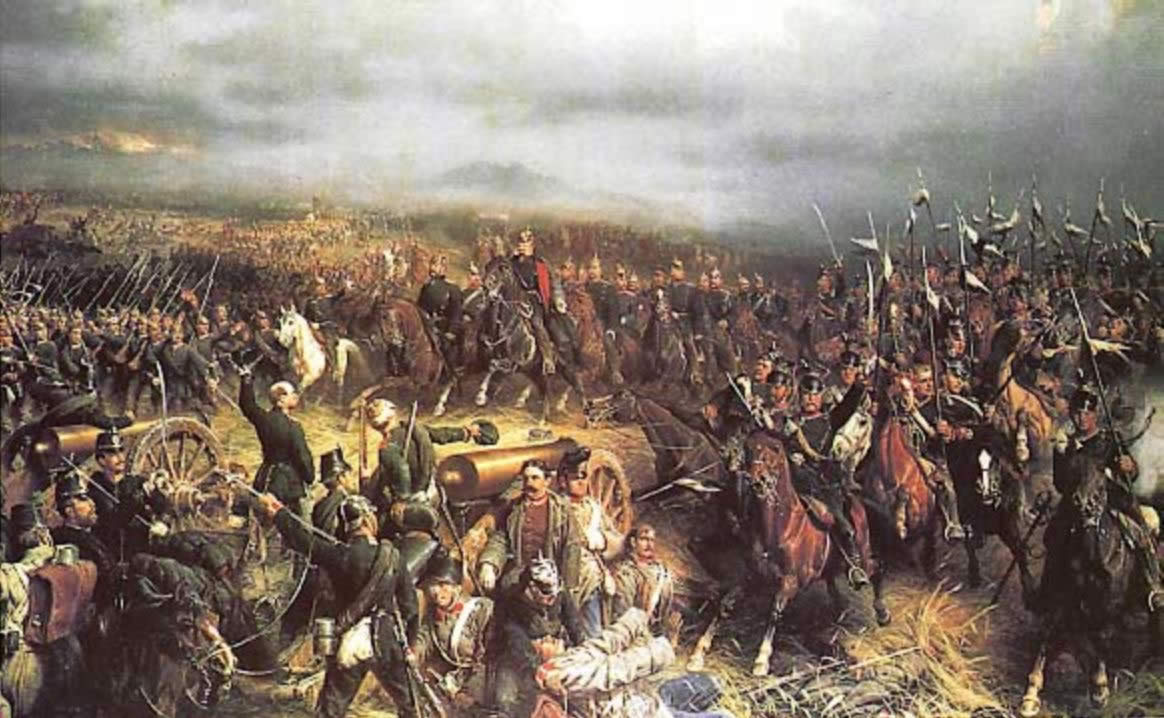
Bataille de Sadowa, 1866, tableau de Christian Sell (1831–1883)

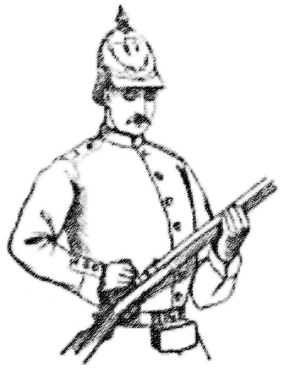
Le fusil Dreyse à chargement par la culasse

En 1866, la Saxe se range aux côtés de l'Autriche et des États de l'Allemagne du Sud dans la guerre austro-prussienne alors que les princes parents de Saxe-Altenbourg, Saxe-Cobourg et Gotha et Saxe-Lauenbourg se rangent aux côtés de la Prusse. Le royaume de Saxe mobilise 32 000 hommes sous le commandement du prince héritier Albert de Saxe. Le 16 juin 1866, l'armée prussienne, forte de 50 000 hommes, franchit la frontière de la Saxe. L'armée saxonne se replie en Bohême pour se joindre aux forces autrichiennes du général Benedek. Les forces austro-saxonnes ne peuvent empêcher les Prussiens de franchir les monts des Géants et sont battues à la bataille de Münchengrätz (28 juin 1866). La bataille de Sadowa (ou de Königgrätz, 3 juillet 1866), où 195 000 Autrichiens et 22 000 Saxons s'opposent à 221 000 Prussiens, se conclut par une victoire écrasante de ces derniers.

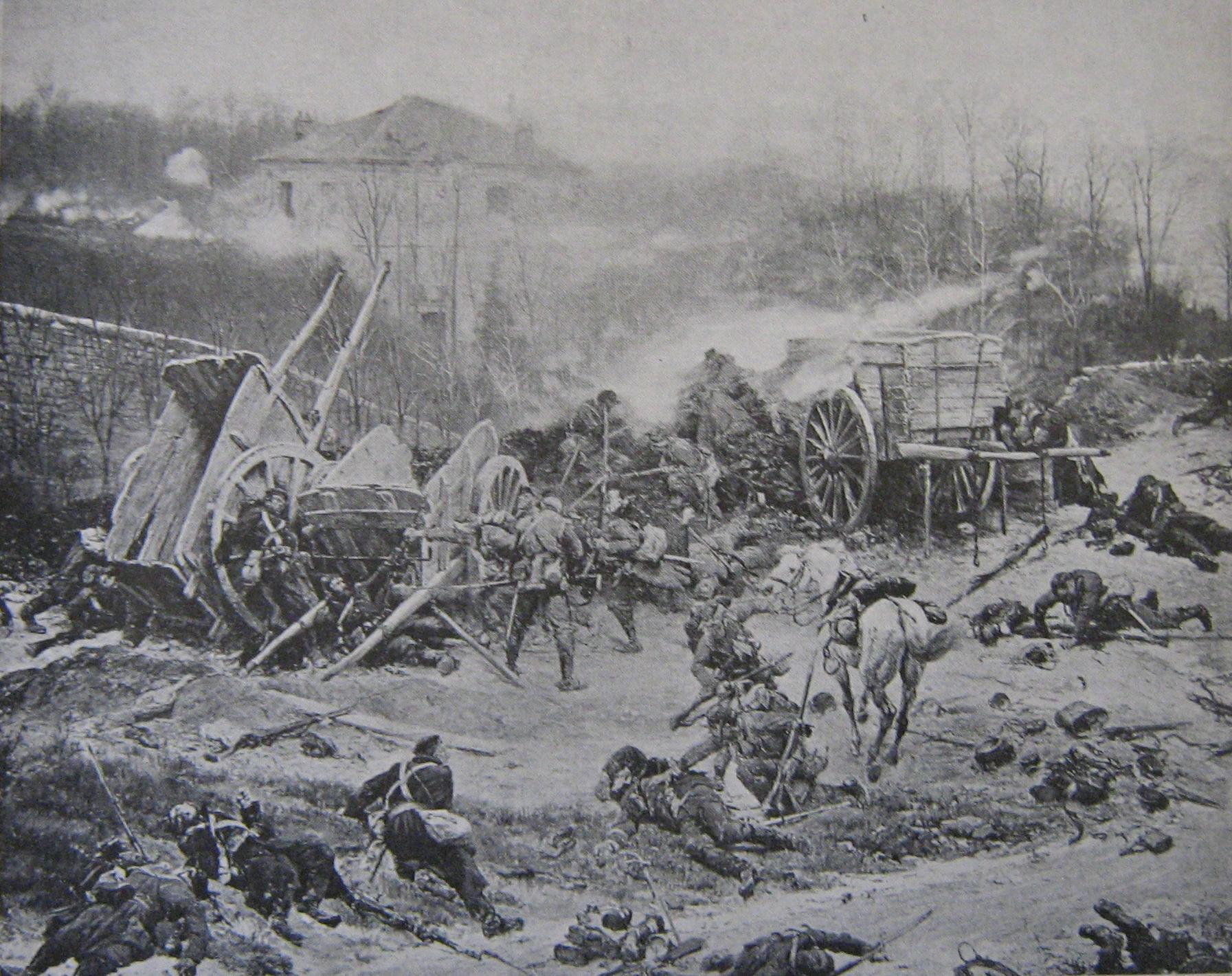
Bataille de Villiers, 29 novembre-3 décembre 1870

La Saxe, qui a perdu 89 officiers et 2 132 soldats dans cette guerre, doit intégrer la Confédération de l'Allemagne du Nord sous la tutelle de la Prusse. L'armée saxonne, réorganisée sur le modèle prussien, adopte le fusil Dreyse à chargement par la culasse, le casque à pointe et l'uniforme prussien, veste bleu sombre et pantalon gris.
Pendant la guerre franco-allemande de 1870-1871, l'armée saxonne, toujours commandée par le prince Albert, forme le XIIe corps de la coalition des États allemands sous commandement prussien. Elle combat aux batailles de Mars-la-Tour, Gravelotte, Villiers. Au total, pendant cette guerre, l'armée saxonne compte 104 officiers et cadets tués, 190 blessés et 5 disparus, et parmi les soldats et sous-officiers, 1 331 tués, 4 203 blessés et 1 009 disparus.

## L'armée saxonne dans l’Empire allemand (1871-1918)

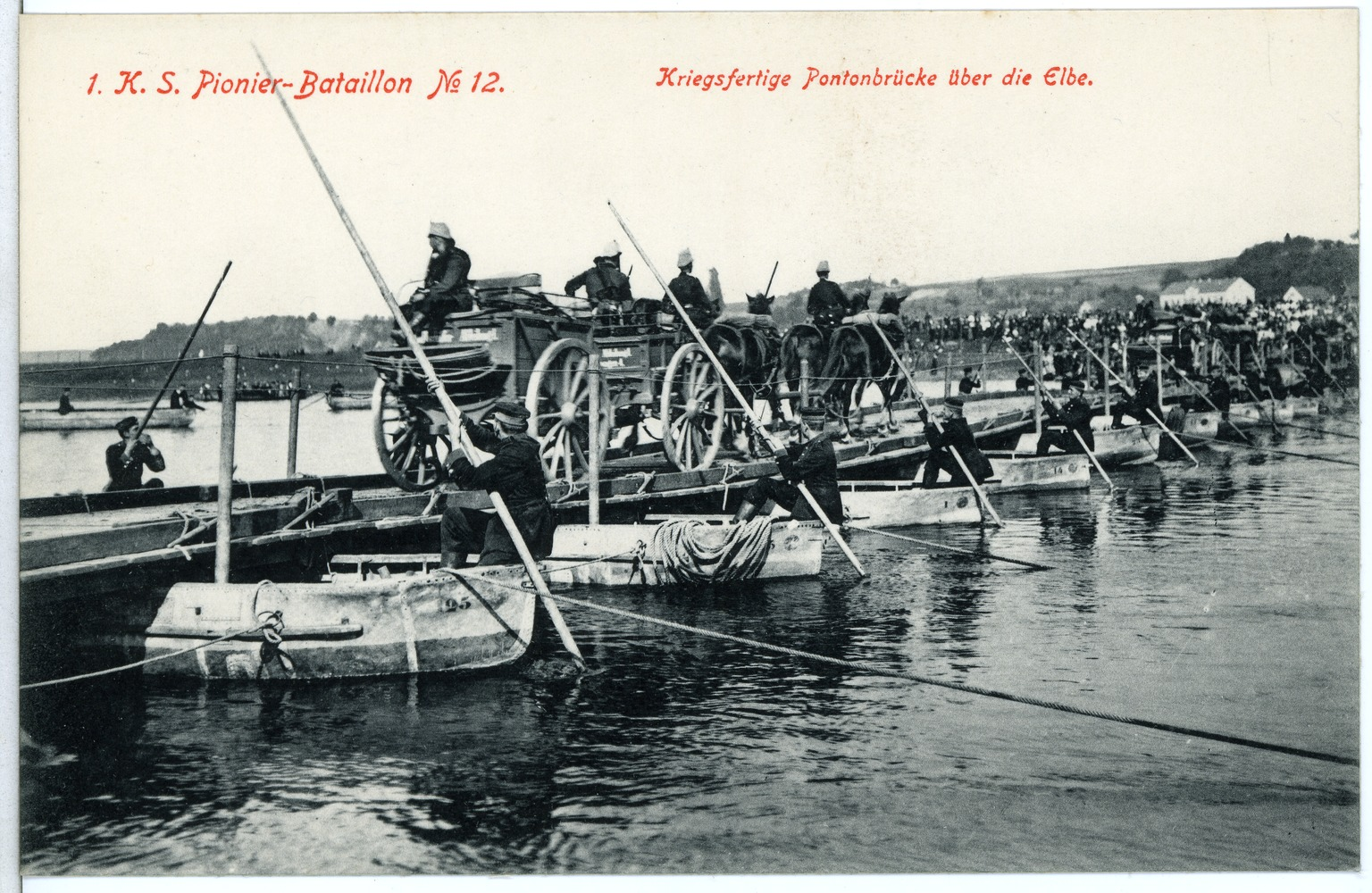
Passage de l'Elbe sur un pont de bateaux du 12e bataillon du génie royal saxon, 1910

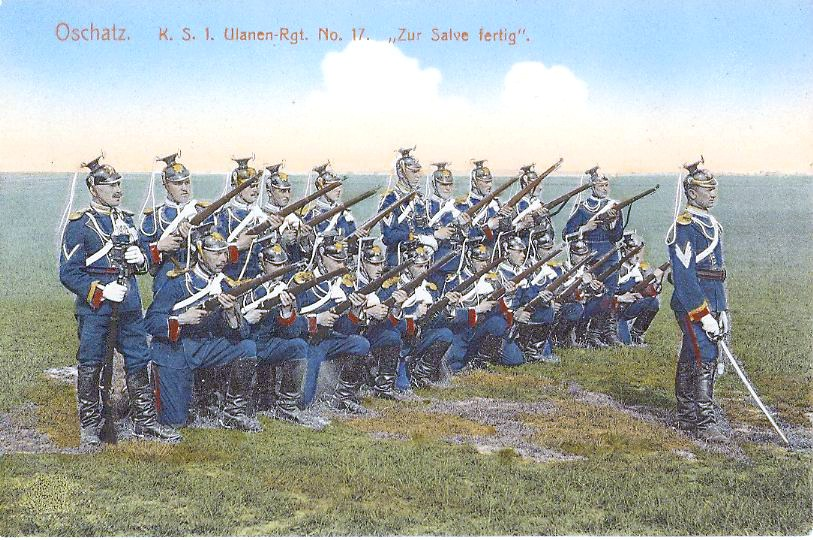
1er régiment royal saxon d'uhlans (17e régiment d'uhlans Kaiser Karl von Österreich, König von Ungarn) à l'exercice, 1912

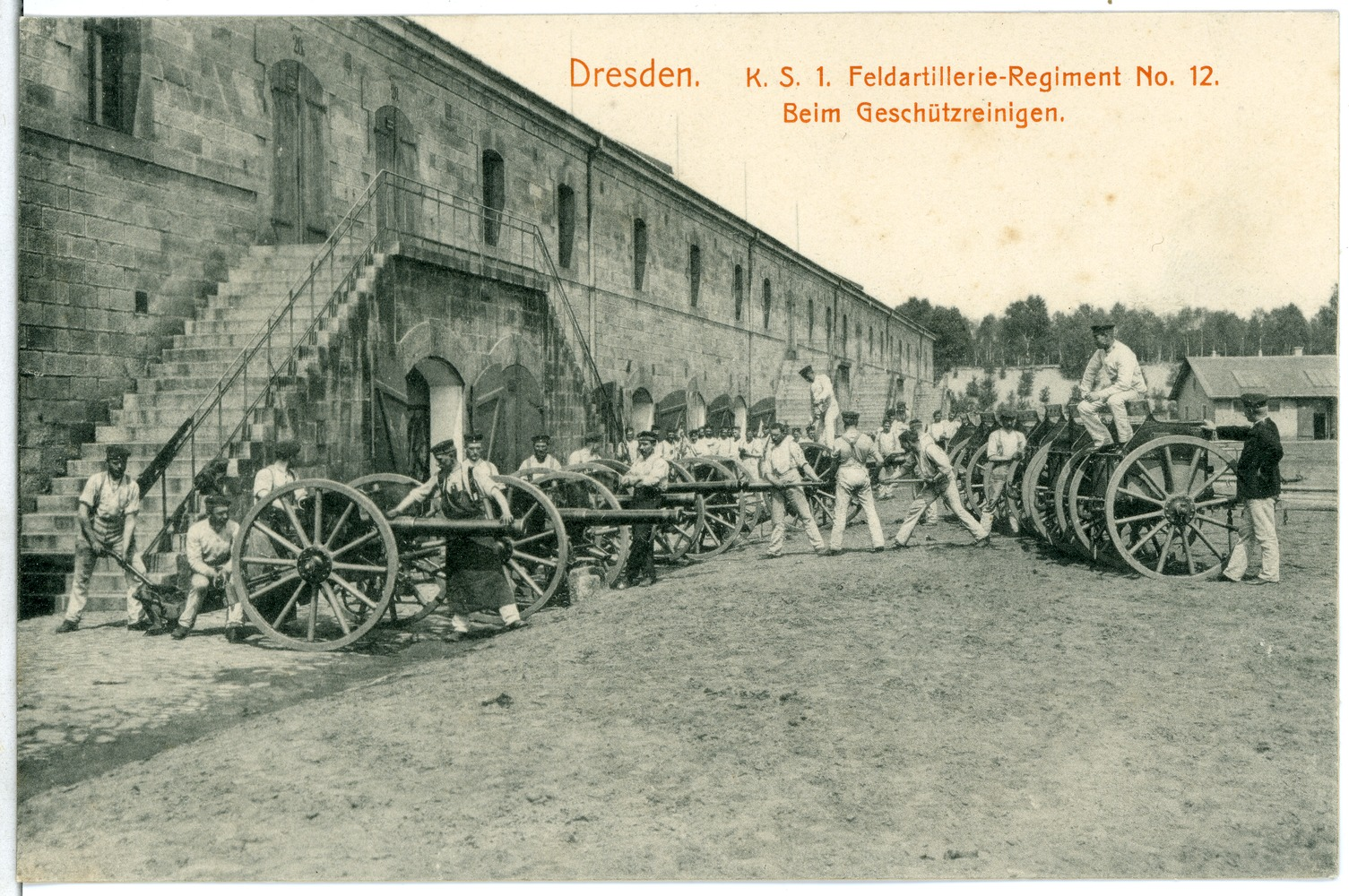
Caserne du 1er régiment d'artillerie de campagne saxonne (12e RA allemand) à Dresde, 1901

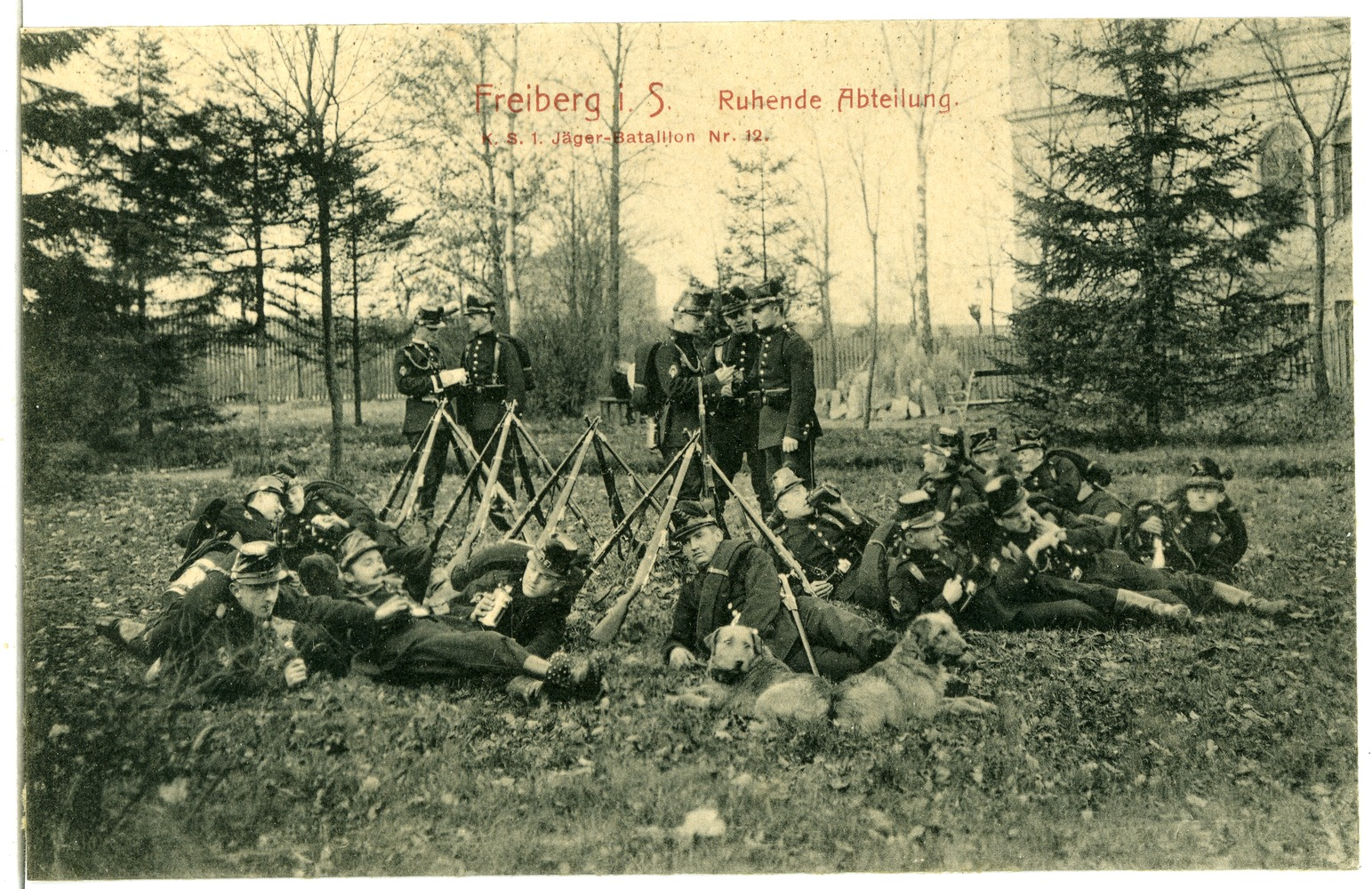
Bataillon de jäger saxons à l'exercice à Freiberg, 1906

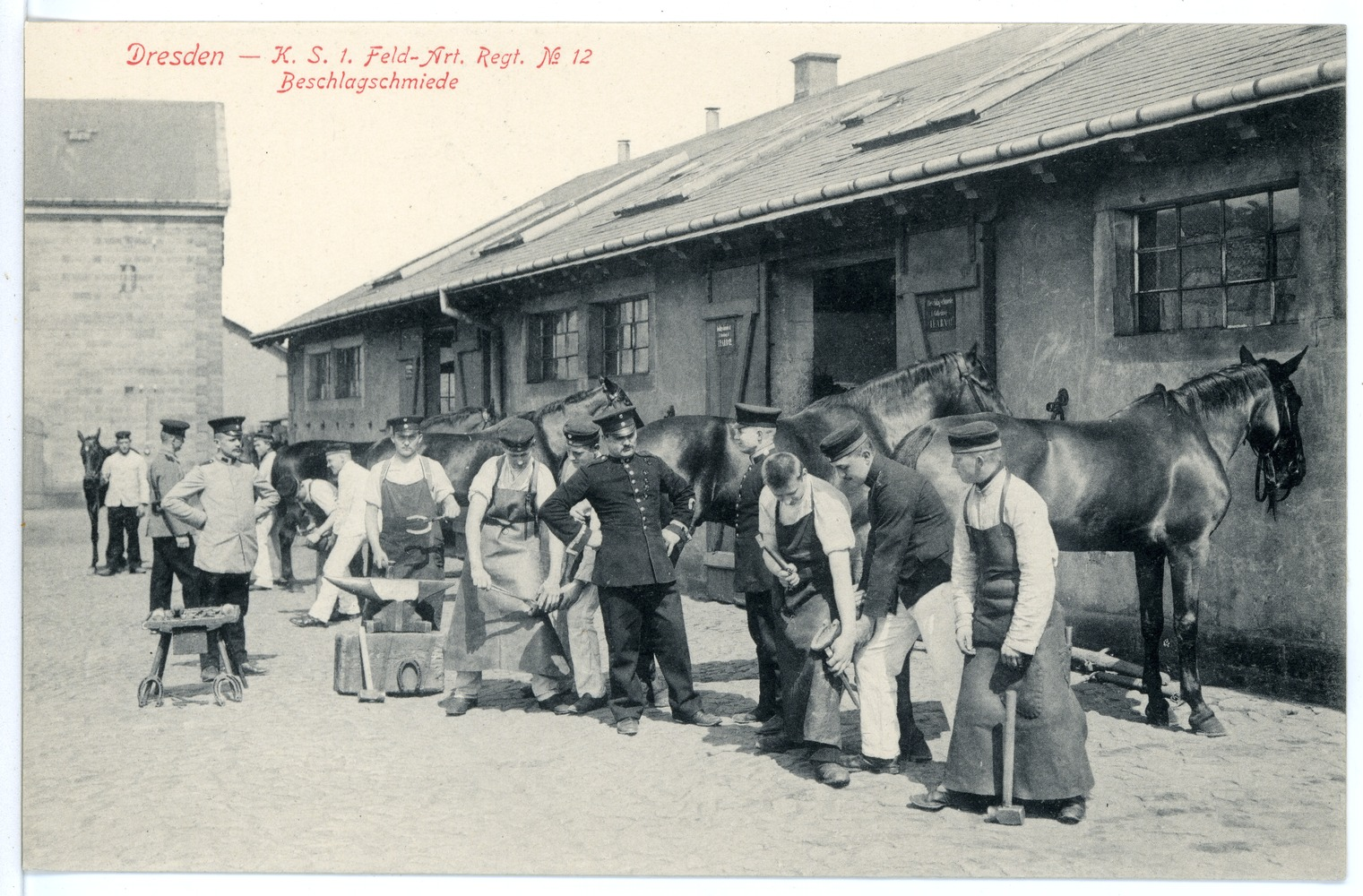
Forge du 1er régiment royal saxon d'artillerie de campagne (12e RA allemand) à Dresde, 1913

Dans l'Empire allemand, la Saxe est une des trois principautés, avec la Bavière et le Wurtemberg, à maintenir des institutions militaires distinctes avec son propre ministère de la Guerre.
L'armée saxonne en temps de paix compte deux corps d'armée, le Ier, créé en 1867, et le IIe, créé en 1899. Les 4 divisions d'infanterie sont basées à Dresde (1re DI) et Bautzen (3e DI) pour le Ier corps, Leipzig (2e DI) et Chemnitz (4e DI) pour le IIe corps qui comprend aussi l'inspection générale de la Landwehr saxonne à Chemnitz.
XIIe corps (Ier corps d'armée royal saxon)
Deux divisions saxonnes sont regroupées dans le Ier corps d'armée royal saxon qui devient en 1914 le XIIe corps d'armée. Ses commandants sont tous saxons :
- Albert de Saxe du 23 février 1867 au 18 août 1870
- Georges Ier de Saxe du 19 août 1870 au 21 mars 1900
- Max von Hausen du 22 mars 1900 au 25 août 1902
- Frédéric-Auguste III de Saxe du 26 août 1902 au 17 octobre 1904
- Hermann von Broizem (de) du 18 octobre 1904 au 25 septembre 1910
- Karl Ludwig d'Elsa du 26 septembre 1910 au 16 avril 1916
- Horst Edler von der Planitz du 17 avril 1916 au 7 septembre 1917
- Hans Krug von Nidda (de) du 8 septembre 1917 au 10 juillet 1919

Il comprend deux divisions :
- 23e division d'infanterie (1re division d'infanterie royale saxonne)
- 32e division d'infanterie (3e division d'infanterie royale saxonne)

XIXe corps (IIe corps d'armée royal saxon)
Deux autres divisions saxonnes sont regroupées dans le IIe corps d'armée royal saxon, créé en 1899, qui devient en 1914 le 19e corps d'armée (de).
Commandants :
- Heinrich Leo von Treitschke (de) du 25 mars 1899 au 21 avril 1904
- Alexander Vitzthum von Eckstädt du 22 avril 1904 au 26 novembre 1907
- Hans von Kirchbach du 27 novembre 1907 au 27 novembre 1913
- Maximilian von Laffert du 30 novembre 1913 au 20 juillet 1917
- Adolph von Carlowitz du 8 août 1917 au 8 août 1918
- Karl Lucius du 9 août 1918 au 22 janvier 1919
- Max Leuthold du 23 janvier au 2 octobre 1919

Il comprend les unités suivantes :
- - 24e division d'infanterie (2e division d'infanterie royale saxonne)
  - 40e division d'infanterie (4e division d'infanterie royale saxonne)

Pendant la Première Guerre mondiale, deux corps d'armée de réserve saxons, les 12e et 27e corps de réserve (de), sont créés, ainsi que d'autres unités.
XIIe corps de réserve (saxon)
Commandants :
- Hans von Kirchbach du 2 août 1914 au 12 décembre 1917
- Horst Edler von der Planitz du 15 décembre 1917 au 23 juillet 1918
- Max Leuthold du 24 juillet 1918 au 23 janvier 1919

Il comprend les unités suivantes :
- - 23e division de réserve (saxonne),
  - 24e division de réserve (saxonne)

XXVIIe corps de réserve (saxon-wurtembergeois)
Commandants :
- Adolph von Carlowitz du 1er septembre au 26 octobre 1914
- Richard von Schubert (de) du 27 octobre 1914 au 6 septembre 1916
- Oskar von Ehrenthal du 6 septembre 1916 au 15 juin 1917
- Hans Krug von Nidda du 16 juillet au 9 septembre 1918
- Bernhard von Watzdorf	du 9 septembre 1918 au 22 février 1919

Il comprend les unités suivantes :
- - 53e division de réserve (saxonne)
  - 54e division de réserve (wurtembergeoise)

Autres unités
- - 8e division de cavalerie
  - 58e, 96e, 123e, 192e, 219e, 241e divisions d'infanterie
  - 45e, 46e (de) et 47e divisions de Landwehr (de)
  - 19e division de remplacement

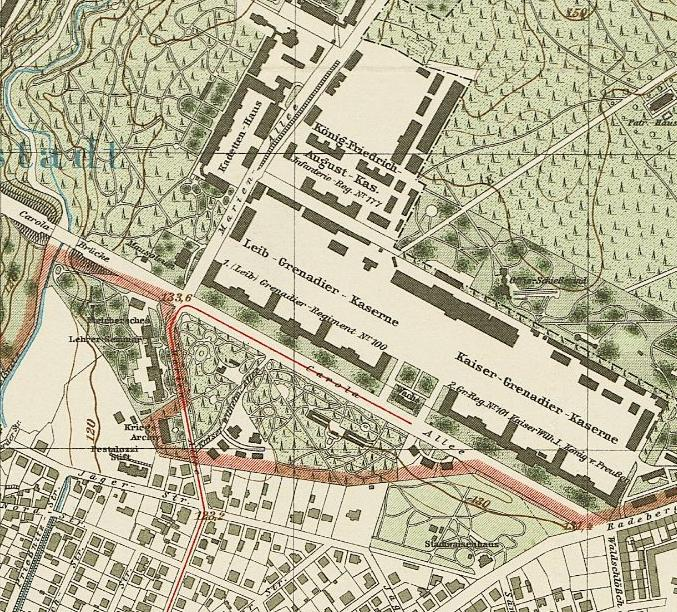
Caserne des grenadiers à Dresde, 1917

Au début de la Première Guerre mondiale, les deux corps d'infanterie saxons ainsi que le XIIe corps de réserve sont regroupés dans la 3e armée commandée par le général Max von Hausen, ancien ministre de la Guerre de Saxe. Le XXVIIe corps de réserve y sera ajouté plus tard. La 3e armée participe à l'invasion de la Belgique en 1914 pendant laquelle le général Karl Ludwig d'Elsa, chef du XIIe corps, est accusé du massacre de civils belges pendant la bataille de Dinant (1914).
Au total, l'armée saxonne perd 142 000 tués pendant le conflit.

## Dissolution
Pendant la révolution de Novembre 1918, des conseils de soldats se forment dans l'armée saxonne : ils élisent comme président le social-démocrate Gustav Neuring (de) qui est nommé ministre des Affaires militaires de l'État libre de Saxe, proclamé après l'abdication du roi Frédéric-Auguste III de Saxe. Le 12 avril 1919, Neuring est noyé dans l'Elbe par des mutilés de guerre à qui il venait d'annoncer la réduction de leurs pensions. Bruno Kirchhof (de), successeur de Neuring, fait proclamer l'état de siège. Le ministère des Affaires militaires est transformé en Bureau de la Reichswehr le 20 août 1919 et finalement dissous le 1er octobre 1919, ce qui met fin aux institutions militaires saxonnes.
Le traité de Versailles (28 juin 1919) n'autorise plus à l'Allemagne qu'une petite armée de 100 000 hommes sans capacités offensives, la Reichswehr. L'armée saxonne est réduite à 2 régiments d'infanterie, le 10e (saxon), basé à Dresde, et le 11e (saxon), basé à Leipzig ; un régiment de cavalerie, le 12e (saxon), basé à Dresde, et une partie du 4e régiment d'artillerie prusso-saxon. Ces unités conservent symboliquement la tradition des régiments dissous.